# Csata a Rufiji-deltában
A Rufidzsi deltájában vívott csata egy a Német Kelet-Afrika területén a német Königsberg könnyűcirkáló és az őt támogató partvédelmi alakulatok illetve egy erős brit tengeri kötelék közötti összecsapás-sorozat volt 1914. október 31. és 1915. július 11. között. A brit próbálkozások a folyótorkolatban blokád alá vont német cirkáló semlegesítésére nyolc hónap után sikerrel jártak és annak elsüllyedésével értek véget.

## Előzmények
Az első világháború kitörésekor az Indiai-óceán térségében a Königsberg könnyűcirkáló volt az egyetlen olyan német hadihajó, mely alkalmas volt kereskedelmi háború folytatására. Az Ádeni-öbölben majd a Madagaszkár környéki vizeken vezetett portyái azonban nem voltak sikeresek, mivel mindössze egyetlen kereskedelmi hajót sikerült elfognia. Az ellátási nehézségek miatt ellátóhajójával, a Somalival együtt kénytelen volt visszatérni Német Kelet-Afrikába, ahol a Rufidzsi folyó korábban nagyobb hajók számára hajózhatatlannak vélt deltatorkolatában szándékozott a készleteit feltölteni és a szükséges karbantartásokat elvégeztetni. Innen kiindulva hajtotta végre a rajtaütését Zanzibáron, melynek során elsüllyesztette a brit Pegasus cirkálót. Ezután visszatért a torkolatba, ahol a cirkáló hajtóműveit meg akarták javítani. Kikerülendő a brit Fokföldi Hajóraj maradék cirkálóinak blokádját, az elhasználódott alkatrészeket szárazföldi úton küldték Daressalamba a javításhoz.
A zanzibári csata hírére a Vörös-tengerről Kelet-Afrika partjaihoz vezényelték a Chatham, az indiai csapatszállítmányokat kísérő Dartmouth, majd a Földközi-tengeren állomásozó Weymouth könnyűcirkálókat, melyek mindegyike modernebb és erősebb fegyverzetű volt a Königsbergnél. Az indiai csapatszállítmányok biztosítására helyettük a régi Ocean és Goliath csatahajókat rendelték. A Fox könnyűcirkálót Mombasában tartották vissza, míg az ide érkező indiai csapatok be nem érkeztek. A német cirkáló eltűnése nagy aggodalmat váltott ki, mivel tartottak attól, hogy bármikor támadást intézhet valamelyik csapatszállítmány vagy a kereskedelmi hajóforgalom ellen. Szeptember 30-tól kezdve a térségbe érkező könnyűcirkálók folyamatosan kutattak a Königsberg után a kikötőkben és öblökben.
A Königsberg a tartózkodási helyét mindenképpen titokban akarta tartani és az ellenség megtévesztésére mindenekelőtt a rádióforgalmazást igyekezett felhasználni. Ehhez a Möwe mérőhajó rádióállomásával a Somalit, a korábban elfogott és elsüllyesztett City of Winchester kereskedelmi gőzhajó Marconi-készülékével a Königsberget szerelték fel, így egyszerre három rádióállomás forgalmát is szimulálni tudták. A megtévesztéshez a Königsberg mindig ugyanazt a hívójelet használva olyan jelzést adott le, amit a nyílt tengeren való találkozáskor adnak le a hajók, mint pl. irány- és időpont egyeztetés, rendelkezésre álló szénkészlet megadása. Eközben a jelzés erősségét és leadásának módját időnként megváltoztatták. Ilyen módon azt a benyomást keltették, hogy a Königsberg a nyílt vizeken tartózkodik és több hajót is maga mellett tart. A Königsberg megfigyelései szerint a brit cirkálók fogták ezeket a jelzéseket és továbbították őket a legközelebbi földi rádióállomások felé. A jelzések olykor tartalmazták part menti földrajzi helyek neveit és – a német megfigyelések szerint – a riasztott cirkálók rendszerint hamar felbukkantak a megadott helyen, de nem találtak semmit.

## A blokád felállítása a delta előtt

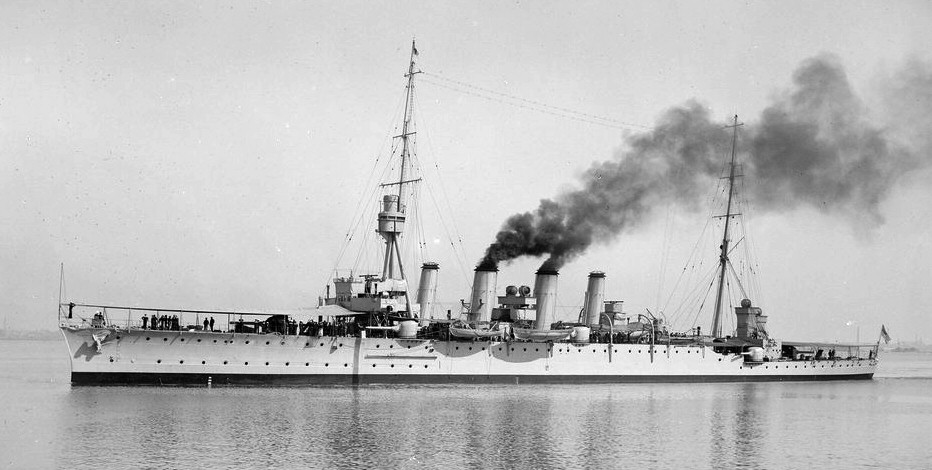
A Chatham brit könnyűcirkáló

Október 9-én a Dartmouth elfogta a portugál felségvizeken horgonyzó német Adjutant ellátóhajót. Annak kapitánya a nemzetközi jog megsértése ellen hiába tiltakozott. Tíz nappal később a Chatham már negyedszerre ellenőrizte Lindi kikötőjét és az itt átkutatott Präsident gőzöst hajózásra alkalmatlanná tette. A hajón vöröskeresztes zászló volt felvonva, de egyéb, a kórházhajók számára előírt megkülönböztető jelzése nem volt. A hajó papírjai között találtak egy feljegyzést, ami szerint szeptember közepén Ssalale közelében szenet adott át a Königsbergnek. Ez az első nyom azonban nem vezetett a britek számára eredményre, mivel a bennszülötteknél való kérdezősködés során azok az angol nyelven való kiejtés alapján nem ismerték fel a keresett települést. A Präsidenten találtak azonban térképeket is, melyeket áttanulmányozva észrevették, hogy a Rufidzsi egy szakaszára megadott vízmélységek nagyobbak az általuk ismerteknél és ezek alapján a folyó egy szakasza hajózható lehetett a Königsberg számára. Ez után a britek figyelmét felkeltette a folyótorkolat és a Chatham egyik partraszálló egysége a Ssimba-Uranga ág torkolatánál egy a németek által emberhiány miatt még meg nem szállt faluban érdeklődve szerzett tudomást a német hajó jelenlétéről a folyón. Az egyik brit tengerész egy fára felmászva meg is pillantotta előbb a Somali, majd a Königsberg lombkoronák fölé nyúló árbócait.
A britek közeledését a Königsberg árbóckosarából és a szárazföldi állásokból is észlelték, de miután a csónakok fél órán belül visszaértek a Chathamhez, azok elfogására nem volt idő. A Chathamről azonnal rádióztak az admiralitásnak, a Fokföldi Hajóraj vezetőjének valamint az ádeni, colombói és bombayi állomáshelyeknek, amiből nyilvánvalóvá vált, hogy a Königsberg jelenlétét felfedezték.
A Chatham ezután lehorgonyozva maradt a deltatorkolat előtt és ide érkezett hamarosan a Dartmouth és a Weymouth is, ezzel megkezdődött a Rufidzsi-delta blokádja. Az admiralitás nyílt rádióüzenetet küldött a blokádoló erőknek, miszerint feladatuk „elsüllyeszteni vagy elpusztítani a Königsberget bármi áron” („to sink or destroy the Königsberg at any costs”). Daressalamból épp ezen a napon érkeztek meg az utolsó javításra küldött alkatrészek, így a cirkáló hamarosan ismét nyílt tengeren bevethetővé vált.

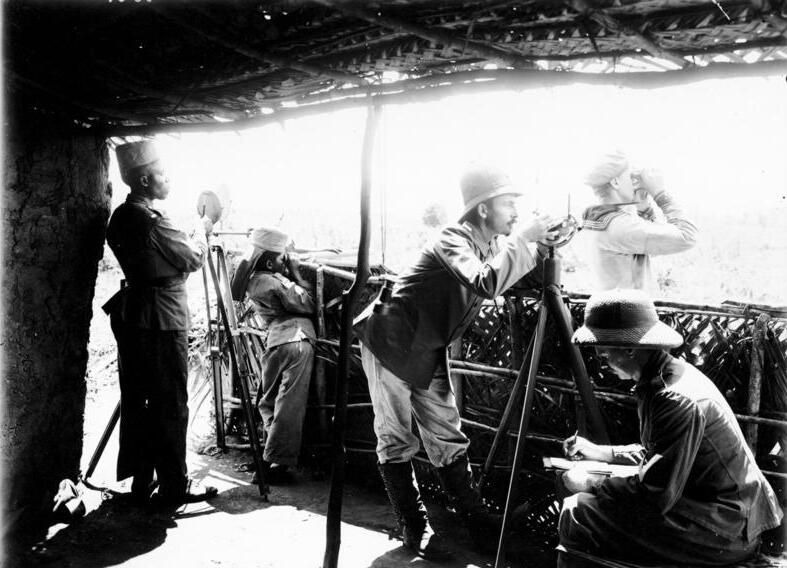
A Delta különítmény egyik megfigyelő állása

A németek főként a deltába érkező hajók legénységéből a folyótorkolat őrzésére felállították a Delta-különítményt (Abteilung Delta) a torkolatnál ültetvénnyel rendelkező Werner Schönfeld tartalékos korvettkapitány irányításával, mely az ellenséges partraszállásokat volt hivatott megakadályozni. A különítmény védelmi rendszerébe bevonták a Königsberg korábban felállított megfigyelőposztjait, melyeket még a hajó érkezésekor hoztak létre. Ezen első, főként a Planet mérőhajó legénységét magában foglaló állások alapján a britek – tévesen – úgy vélték, hogy a Königsberg zátonyra futott a folyón való felhajózáskor.

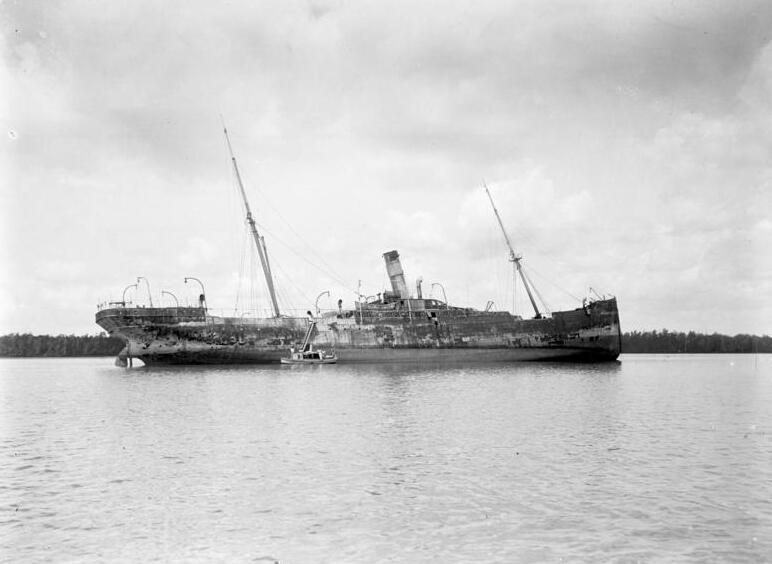
A kiégett és megfeneklett Somali a Rufidzsin

A britek a blokád felállítása után hozzáláttak a folyó vízmélységének méréséhez és bójákkal való megjelöléséhez, de a németek éjszakánként eltávolították ezeket. A britek erőteljes kémkedéssel igyekeztek megállapítani a német hajók pontos helyzetét és bár eközben több kémük is lebukott, sikerült információkat gyűjteniük. November 1-én elsőként a Chatham vette tűz alá 15 km-es távolságból a Königsberget. A nagy lőtávolságot a hajó megdöntésével sikerült elérni. A következő napokban a két másik brit könnyűcirkáló is csatlakozott hozzá a lövetésben. A Königsberg közelében több lövedék is becsapódott, de károsodás nem érte. A Somalit ellenben sikerült a briteknek több lövedékkel is eltalálni és miután a rakterében keletkezett tüzet nem sikerült megfékezni, a szénszállító a megmentésére tett erőfeszítések ellenére végül teljesen kiégett. A Königsberg a lövegpajzsainak kialakítása miatt korlátozott hatótávolságú (12 200 m) ágyúival nem viszonozhatta a tüzet. A lövetés eredményességét a britek nem tudták megállapítani, mivel a mangroveerdő teljesen eltakarta.
November 3. után a Königsberg pár kilométerrel feljebb hajózott a folyón, hogy ne legyen kitéve az ellenséges tűznek. A brit tengernagyi jelentések szerint a Chatham azért nem követte, mert az 5 méteres merülésével nem tudott felhajózni a folyón. A valós merülése azonban 4,8 m volt – csakúgy mint a Königsbergnek, a Weymouth-é pedig csak 4,7 m, így a brit cirkálók a Zanzibáron fellelhető révkalauzok segítségével követhették volna a Königsberget a német történetírás megítélése szerint. A német térképek alapján – amiket a britek is használtak – azokon a helyeken, ahol a Königsberg tartózkodott 0,5–2 m mélységű volt a folyó. Ezek az adatok azonban az ármentes időszakokban mért átlagot mutatták és emiatt szerepelt a hivatalos brit jelentésekben rendre az, hogy a német cirkáló zátonyra futott vagy a folyó iszapjába ágyazódott. Az alacsony és magas vízállás közötti különbség azonban a Rufidzsi deltájában 2,5 m, a szökőár idején akár 4–5 m is lehetett. Ez azt jelentette, hogy a térképeken 0-0,5 m vízmélységű területek a 14 naponta visszatérő szökőár idején ha csak pár órára is, de elérhették a 4,5-5 méteres mélységet. A Königsberg ennek köszönhetően máskor szárazon lévő területek felett is áthajózhatott. Ezt a mobilitást a folyómeder alapos feltérképezése, kibójázása valamint a vízszint változásának folyamatos szemmel tartása tette lehetővé. A folyó sodrása és az árapály jelenség a folyómeder egyes részein akár 10 m mély árkokat is kivájt, főként a meredek parttal szegélyezett folyókanyarulatoknál. Ezeket a nagymélységű helyeket választották ki horgonyzóhelyül a Königsberg számára. Itt csupán pár méterrel a part menti bozótostól, mind az orr-, mind a tathorgonyt leeresztve rögzítették. Oldalról erős hajókötelekkel különösen vastag fákhoz kötötték ki a hajót. Mikor ezek a kötelek nagyon megfeszültek, gyakran tövestül kicsavarták a fákat.
A lövetések megkezdése után Looff fregattkapitány parancsot adott a folyótorkolat feljebb eső részeinek felmérésére. Ez tette lehetővé, hogy a hajó később is több alkalommal változtatni tudja a helyzetét. Két alkalommal azonban így is megfeneklett, mikor előre nem látható váratlan apály jelentkezett. Első alkalommal a hajó alacsony vízállásnál csaknem teljesen szárazon állt és teljes szén illetve lőszerkészletét el kellett távolítani róla, hogy ismét úszóképes legyen. A szerencsének volt köszönhető, hogy az egyik esetben sem sziklás vagy lejtős fenéken feneklett meg, mert akkor valószínűleg elborult volna. A felsőbb részeken, ahol az árapály már kevésbé éreztette a hatását, a cirkáló napi átlagban 16 órát töltött szárazon és ezeket az időszakokat a hajótest alsó részének szennyeződésektől való megtisztítására fordították.

## Brit erősítések és légi felderítés
A blokádoló három könnyűcirkálóhoz november elején csatlakozott a Fox könnyűcirkáló és az egy repülőgépet a helyszínre hozó Kinfauns Castle segédcirkáló. A coroneli csatában elszenvedett brit vereség a távoli vizeken lévő brit erők átszervezésével járt és ennek keretében a Dartmouth és Weymouth könnyűcirkálókat a Fokföldi Hajóraj megerősítésére küldték. Helyettük a régi Goliath csatahajó érkezett, mely a hajtóművei rossz állapota miatt nem hajózhatott tovább délnek. A blokádhoz csatlakozott a németektől elkobzott és segédcirkálóvá átalakított Adjutant gőzös, a Duplex felfegyverzett kábelfektető valamint a Newbridge szénszállító.
Eközben november 4-én zajlott le a tangai csata brit vereséggel. A britek a tengerparti várost többszörös túlerejű katonasággal igyekeztek bevenni, de látványos vereséget szenvedtek. A csata egyik hatása az volt, hogy elvetették szárazföldi csapatok bevetését a Rufidzsi-deltában a Königsberg megsemmisítéséhez tartva egy újabb hasonló kudarctól. November 10-én több kisebb brit hajó betört az egy kilométer széles Ssimba-Uranga torkolatba és a Newbridge szénszállítót annak hajózhatónak vélt részén elsüllyesztették, mivel úgy vélték ez a Königsberg számára egyetlen járható útvonal. A Möwe által tavasszal elvégzett mérések alapján azonban kiderült, hogy az egyik homokpadot a víz teljesen elsodorta, így a Königsberg szabadon kifuthatott volna ezután is. A brit akció során heves tűzharc alakult ki a Delta különítmény és a behatoló brit hajók között. Ennek során a britek három halottat és kilenc sebesültet, a németek öt sebesültet veszítettek. A brit visszavonulást követően a mangroveerdő fáinak gyökerei között a németek egy 30 cm-es torpedót találtak, amit az egyik brit hajó hagyott hátra mikor heves tűzbe került. A britek különböző útvonalakon álaknákat is telepítettek. Ezek elrettentő erejét azonban maguk is kétségesnek vélték.
A Weymouth és a Dartmouth távozása után a Chatham és a Fox maradtak hátra a könnyűcirkálók közül. A németek két-két kenu közé erősített egy-egy torpedóval terveztek támadást intézni ellenük, de mivel a cirkálók naponta változtatták a helyzetüket, nem volt esély a kivitelezésre.
A blokád következtében a Königsberghez tengeri úton nem érhettek el a szénszállítmányok, ezért kényszermegoldásként november elejétől fával fűtötték a kazánokat az alapvető berendezések (víztisztítás, rádió működtetése) működtetéséhez. Ehhez naponta 30 köbméter fára volt szükség. A szenet, amiből a blokád kezdetekor csak egy hétre elegendő mennyiség állt rendelkezésre, csak a hajó helyváltoztatásához használták. Ennek köszönhetően a cirkáló egészen elvesztéséig menet- és harckész állapotban volt.
Looff az ellenség folyamatos lekötéséhez rendszeresen jelzéseket adatott le különböző eszközökkel (zászlókkal, fényszórókkal, máglyák gyújtásával, világítólövedékek kilövésével), ami miatt a britek állandó készültségben voltak a Königsberg kitörésétől tartva.

### Curtiss repülőcsónakok

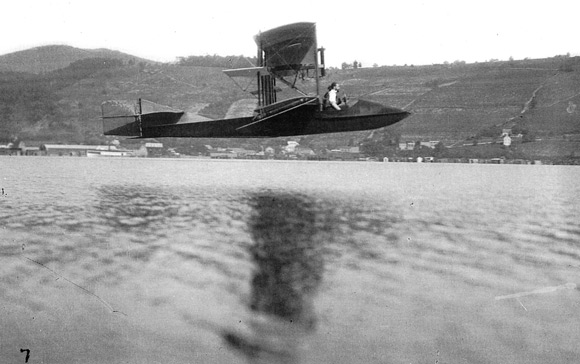
A Dennis Cutler által is repülthöz hasonló Curtiss Model F repülőcsónak egyik prototípusa 1912-ben

A Kinfauns Castle november 6-án érkezett meg a deltához és az általa hozott repülőgép egy Curtiss-Wright repülőcsónak volt, melyet egy Dél-Afrikában élő angol vállalkozótól béreltek ki, aki két ilyen típusú repülőgéppel rendelkezett. A gépek pilótáját, a tartalékos Dennis Cutlert alhadnagyi rangban felfogadták légi felderítés végzésére. A terv az volt, hogy a levegőből végzett felderítésen túl bombatámadásokat is intéznek a Königsberg ellen és így iktatják ki, avagy a bombázások által a nyílt vizekre való kihajózásra kényszerítik és ott a blokádot fenntartó cirkálók kényszerítik harcra.
Az első, november 19-ei repülése során Cutler eltévedt és egy lakatlan sziget mellett landolt, ahonnan még aznap ki tudták menteni a sérült géppel együtt. A helyrehozatala után november 22-én próbálkozott újra és e második felderítő repülése során már sikerült megtalálnia a Königsberget 7 mérföldnyire felhajózva a folyón. Az alacsonynak vélt vízmélységek miatt a navigátorok vitatták a megadott pozíciót, ezért az információt megerősítendő Cutler december 4-én újra felszállt. Ezúttal egy megfigyelő is vele tartott, aki megállapította Cutler állításának helyességét valamint azt, hogy a Königsberg a cirkálók ágyúinak lőtávolságán kívül horgonyoz.
December 6-án egy mérföldnyire repült be a szárazföld fölé a folyó mentén, mikor – talán egy 3,7 cm-es légvédelmi lövedék találata miatt – meghibásodott a motorja. Miután kényszerleszállást hajtott végre a folyón, Cutler kiúszott a partra és a háború hátralévő részét a németek fogságában töltötte. A repülőgépet az aszkárik igyekeztek kihúzni a partra, de az ide érkező Helmuth felfegyverzett gőzös (egy brit szolgálatba állított korábban elfogott német hajó) elűzte őket, vontába vette a Curtisst és a heves tűzben sikerült kimentenie. Ezt a repülőt később már nem lehetett használni, jelenleg egy durbani múzeumban van kiállítva.
A trópusi klímában a Curtiss repülőcsónak motorja gyenge teljesítményt adott le, ezért teljesen nyugodt vízfelületről is csak nagy nehezen tudott elemelkedni. Egyéb alkatrészei is erősen elhasználódtak, ami miatt a másik Curtiss alkatrészeit felhasználva volt csak üzemben tartható.
Szilveszterkor az egyik brit cirkáló a következő német nyelvű rádióüzenetet adta le: „A Königsbergnek. Kellemes ünnepet és boldog új évet kívánunk Önnek, reméljük hamarosan látjuk Önt.” A német parancsnok – feltételezve, hogy ezzel a hajója rádiójának üzemképességét igyekeznek kipuhatolni – a következő angol nyelvű választ adta: „Köszönöm, viszont kívánom, ha látni kíván engem, én mindig otthon vagyok.”
Az Újév körüli napokban a Weymouth váltotta a Chathamet és a Pyramus a Foxot a blokádoló erőknél, melyek a Kinfauns Castle-el együtt Bombay-ba hajóztak karbantartások végett. A Hyacinth is visszaérkezett Fokföldről.

### A Mafia-sziget megszállása

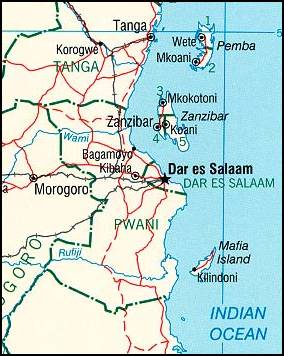
A kelet-afrikai partszakasz a Rufidzsi-torkolat előtti Mafia-szigettel

A briteknek a hadműveleteik megkönnyítéséhez a deltatorkolat előtti, a német gyarmathoz tartozó Mafia-sziget elfoglalása mellett döntöttek, melyet ezután támaszpontként használhattak. A 435 km²-es szigetet egy 23 fős katonai egység védte Erich Schiller tartalékos hadnagy vezetésével. Rajta kívül csak ketten voltak még németek, húszan pedig aszkári rendőrök és harcosok voltak. A Kinfauns Castle és a Fox reggel bombázta a sziget legnyugatibb részét, majd előbbi akadálytalanul partra tette a Soames örnagy vezette hat századnyi afrikai és indiai gyalogságot. Az előrenyomuló gyalogság a közelben lévő Ngombeni településen hamar azonosította a német védelmi állásokat. A védők keményen ellenálltak, parancsnokuk egy mangófáról tüzelt az ellenségre. Soames őrnagy előbb a németek bal, majd jobb szárnyának megkerülésére adott utasítást a tartalékban lévő erőinek.
A védők az átkaroló műveletet felismerve egy völgyön át igyekeztek elvonulni a faluból, de felfedezték és géppuskatűz alá vették őket. Schiller hadnagy súlyosan megsérült, két védő elesett, másik öt megsebesült. Négy órai harc után a védők megadták magukat, leszámítva von Delling őrvezetőt és pár vele tartó katonát, akiknek egy csónakon sikerült elmenekülniük és Kilwánál partot érve csatlakozhattak a többi német egységhez a kontinensen. A britek oldalán Soames őrnagy és egy hadnagy súlyosan, egy további brit tiszt könnyebben sebesült meg, míg az aszkárik közül egy fő elesett, hét másik megsebesült. Schiller hadnagy felesége a brit sebesülteket látta el mindaddig, míg a férjét sebesülten fel nem lelték. A védők kitartásáról a britek nagy elismeréssel nyilatkoztak. Később Schiller hadnagyot és feleségét két brit hadifogolyért cserébe szabadon bocsátották.
A britek a sziget megszállása révén megfosztották a németeket egy rendkívül jó megfigyelőállomástól, ugyanakkor szereztek egy kiváló horgonyzóhelyet is az ellátóhajóik számára. A szigeten Kilindoni település közelében repteret alakítottak ki. Az innen induló repülőgépek jelentős szerepet játszottak a későbbiek során.
Az Adjutant visszaszerzése

Február 6-án a három 4,7 cm-es ágyúval felszerelt Adjutant a Hyacinth támogatásával felderítést végzett a Ssimba-Uranga-torkolatban. A Delta különítmény tüzet nyitott rá egy 6 cm-es és két 3,7 cm-es lövegével valamint géppuskáival. Az Adjutant manőverképtelenné válva futott partra és a megadás jeleként felvonta a fehér zászlót, a rajta tartózkodó 24 fő fogságba esett. Price hadnagy, az Adjutant parancsnoka szégyenletes gyávaságnak minősítette legénységének viselkedését, miután emberei az első becsapódó lövedék után hasra vetették magukat és nem voltak hajlandók a lövegeket működtetni.

### Sopwith hidroplánok
Mivel a Curtiss repülőcsónakokkal nem lehetett bombatámadást végrehajtani, a brit admiralitás a jó hírnévnek örvendő Sopwith 807 hidroplánokból küldött kettőt a deltához. Ezek a gépek 1915. február 21-én érkeztek meg a kiszolgáló személyzetükkel együtt J. T. Cull repülőhadnagynak, mint rajparancsnoknak a vezetésével. A kétszemélyes gépek 75 kg bombaterhet is vihettek magukkal normál körülmények között, de a trópusi forróságban a hozzájuk felhasznált ragasztó megolvadt és a tesztrepülések során az egyik repülőgép propellere felszállás közben szétvált, a gép pedig összetört. A hőség és a magas páratartalom a másik Sopwithet is pár nap alatt kikezdte és a pilótán kívül mást nem vihetett volna magával maximum 350 méteres magasságig.
A Sopwithek érkezésével egyidőben, február 22-én a Königsberg rádióadóján keresztül egyeztettek a brit haditengerészet rangidős tisztjének és a német kormányzóság képviselői közötti találkozóról. Ennek során adták tudtul a britek, hogy március 1-től blokád alá veszik Német Kelet-Afrika teljes partvonalát.

### Short hidroplánok

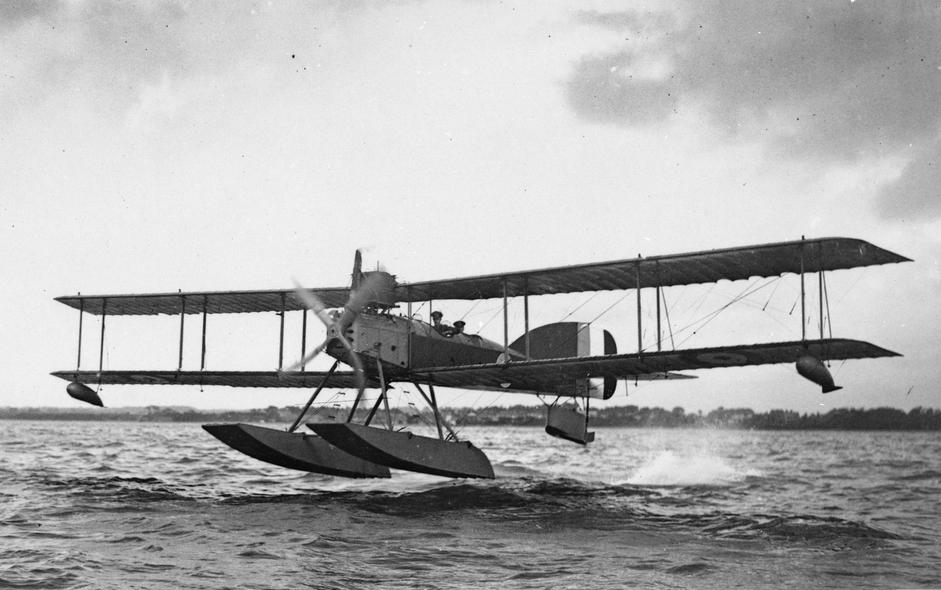
Short Type 184

1915. március 6-án Herbert King-Hall altengernagy a Dél-Afrikában hosszas karbantartáson átesett Goliath csatahajó fedélzetén ismét a deltához érkezett. A tengernagy attól tartott, hogy az ekkor tetőző egyenlítői árapályt a Königsberg az óceánra való kijutáshoz használja fel. Azon reményét, hogy a német cirkálót a Kinfauns Castle repülőgépeinek bombázása által ki tudják iktatni a repülőgépek alkalmatlansága nem váltotta valóra ezért a további hadműveletekhez jelentős erősítést kért, közte a Königsberg elleni bombatámadásokra alkalmas repülőgépeket, torpedónaszádokat és kis merülésű monitorokat, melyekkel nagy távolságokból lövethetnék a cirkálót.
A Laconia segédcirkáló három Short Type 184 kétszemélyes hidroplánt hozott magával Durbanból. Az április 25-ei első felderítő bevetésen az egyik gép motorja meghibásodott a légelhárító tűzben, de vissza tudott térni. A Mafia-szigeten állomásozó mindhárom gép pár hét alatt teljesen elhasználódott. Az egyiknek a német légvédelem lőtte el az oldalkormányát és emiatt tört össze, a többinek a ragasztásait kezdte ki a hőség. Az egyik Short hidroplánnak azonban még azelőtt sikerült felvételeket készítenie a hajóról mielőtt használhatatlanná vált volna.

## ARubensblokádtörő érkezése Németországból

### ARubensútja Kelet-Afrikáig

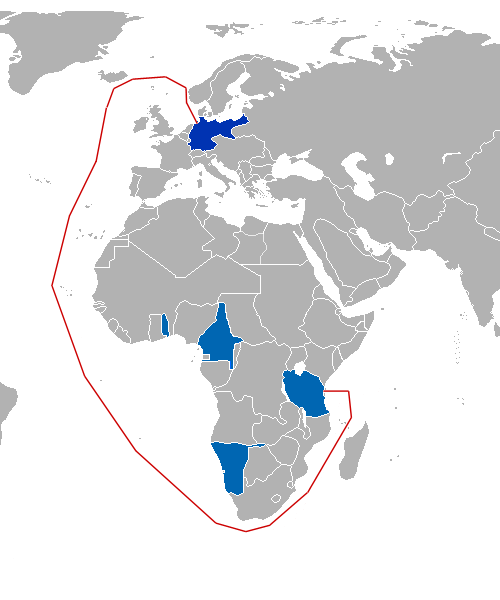
A Rubens útja Német Kelet-Afrikáig

Az Admiralstabtól március 3-án üzenet érkezett Windhukon át, miszerint Németországból egy ellátóhajót indítanak útnak és érkezése április közepére várható. A parancs szerint április 1-től folyamatosan próbálkoznia kellett rádiókapcsolatba kerülni a közeledő hajóval és találkozási pontot kellett meghatároznia számára. Ezt Looff fregattkapitány kockázatosnak vélte, mert tartott attól, hogy a britek a rádióforgalmukból információkat szerezhetnek.
Németországból a háború elején Hamburgban tartózkodó és lefoglalása után átalakított brit Rubens gőzöst (6000 BRT) indították útnak dán zászló alatt Kronborg álnévvel. A legénységét dánul folyékonyan tudó tengerészekből állították össze, parancsnokuk Carl Christiansen tartalékos fregatthadnagy lett. A faszállítónak álcázott hajó a rakterében 1600 t jó minőségű vesztfáliai szenet, 1000 darab 10,5 cm-es lövedéket és egyéb felszerelést szállított a Königsberg számára, közte két 6 cm űrméretű ágyút is. A szárazföldi csapatoknak 1800 karabélyt, hat géppuskát, ezekhez 3 millió lőszert, ruházatot és egyéb szükséges felszerelést vitt. Az északi-tengeri brit blokádon való átjutás után az Atlanti-óceánon már brit hajónak kiadva magát és délnek hajózva a Jóreménység fokát március 22-én kerülte meg. A Königsberg rádiójeleit először április 3-4-én fogta, majd pár nappal később válaszolt is rájuk.
Tekintettel a szárazföldi csapatoknak szánt utánpótlásra Looff fregattkapitány a Rubenst az északi Tanga kikötőjébe küldte, mivel itt folytak a legjelentősebb harcok és ekkor minden karabélyra már csak 150 lőszer jutott átlagosan, így égető volt minél előbb munícióhoz juttatni az itt harcolókat. A parancs szerint április 14-én kellett a kikötőbe befutnia, a csapatoknak szánt felszerelést minél előbb kipakolnia, majd azonnal kihajóznia a nyílt vizekre. Mivel a Rubensen fogták, ahogy brit és francia hajók nyílt üzenetekben a saját rádióforgalmukról értekeznek, nem válaszoltak a Königsberg parancsára.
A Rubens április 14-én hajnalban a Tangánál a blokádot fenntartó Duplexet sikeresen kikerülve a várostól északra lévő Manza-öböl felé vette az irányt és már csak két tengeri mérföldre volt a parttól, mikor déli irányból egy nagy sebességgel közeledő – előbb a Königsbergnek hitt – cirkálót észlelt. A cirkáló azonban a Hyacinth volt és 3 tmf (5,5 km) távolságból tüzet nyitott, mire a Rubens nagy sebességre kapcsolva behajózott az öbölbe és egy 10 m mélységű ponton horgonyt vetett. Az egyre közelebb érő cirkáló ezt követően már találatokat is ért el rajta. A hajó parancsnoka, hogy a szállítmányát megóvja, a fenékszelepek megnyitására adott parancsot. A hajó lassan a felső fedélzetéig elsüllyedt az öböl vizében, a legénysége pedig két csónakon kimenekült a partra. A cirkáló az öbölbe behajózva egészen 11:30-ig lövette és egy csónakot is vízre eresztett, de ez nem tudta megközelíteni a megfeneklett hajót a partról érkező heves géppuskatűzben. A csónak felvétele után a Hyacinth távozott az öbölből.
A németek még aznap hozzáláttak a szállítmány kimentésének és a búvárok megfeszített munkájának köszönhetően öt hét alatt annak nagy részét sikerült használható állapotban partra juttatni és ezzel jelentősen növelni a Schutztruppe védelmi képességeit.

### ARubensérkezésének hatása a blokádra

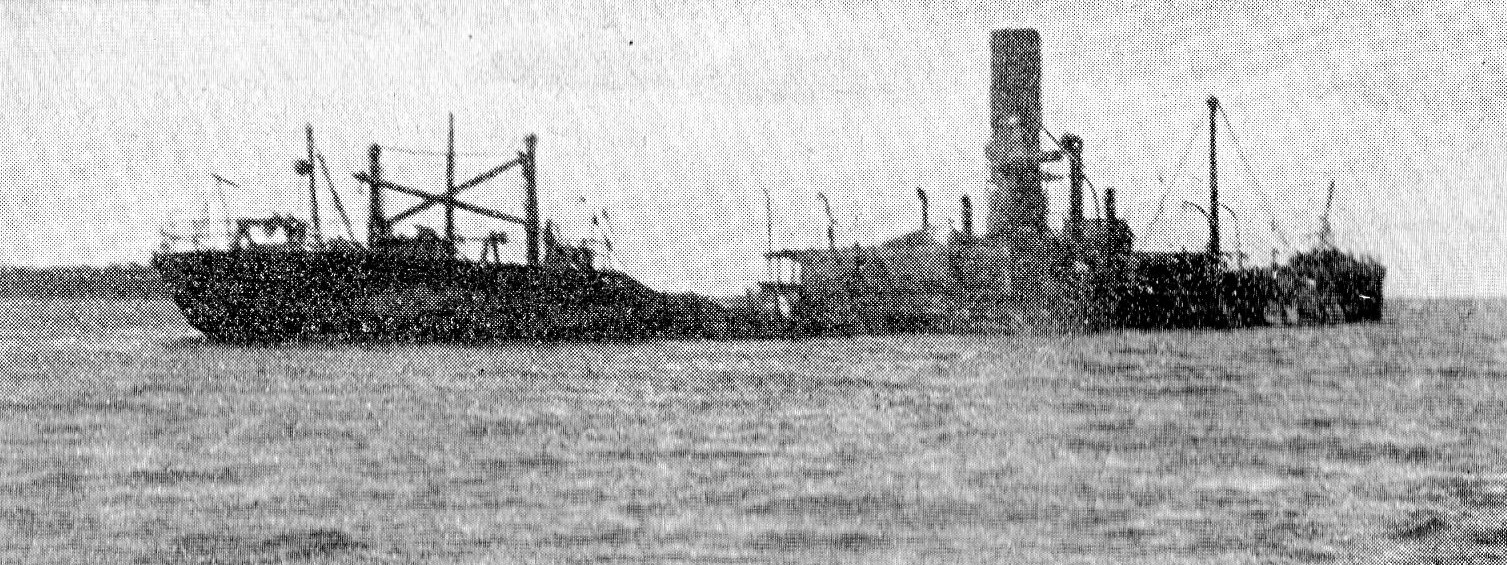
A Rubens a Manza-öbölben

A Königsberg és a deltában lévő alakulatok a Rubensszel való kapcsolatfelvételt követően fokozták a megtévesztő tevékenységüket, amiből a britek úgy vélték, hogy a német cirkáló kitörésre készül. Erre felkészülve a hadihajóik nagy részét összevonták a delta előtt. A kitörési szándék benyomásának az erősítéséhez Looff a hajó pozícióját is megváltoztatta és a Kikunja-oldalágban keresett új horgonyzóhelyet, ahonnan valószínűbbnek tűnt a nyílt vizekre való kifutása. A britek március 12-én – december 10. óta először – repülőgépet is bevetettek (a fent említett Shortokat) az új helyzetének meghatározására.
A Rubens sikeres megérkezése esetére Looff azt tervezte, hogy minden elterelő műveletet mellőz és amennyiben a blokád erőssége több hajó kiválásával ismét enyhülne, a Königsberggel megpróbálna kitörni és a Rubenst maga mellé véve folytatná a cirkálóháborút. Az ellátóhajót értesítették arról, hogy Tanga előtt csak a Duplex járőrözik, így a Hyacinth felbukkanása váratlan volt. A németek ebből úgy sejtették, hogy a britek fel tudják törni a kódolt üzeneteiket. Looff, hogy erről megbizonyosodjon egy második, fiktív ellátóhajónak címzett üzenetet küldött a következő napok során, melyben találkozóhelyül a Német Kelet-Afrika legdélebbi részén lévő Mikindani-öblöt adta meg. Miután a megadott időpontban három brit cirkáló bukkant fel az adott helyen szorosan a partok előtt, a németek már bizonyosak lehettek afelől, hogy a britek megfejtik az üzeneteiket. Ezt az információt kihasználva további üzeneteket küldtek a képzeletbeli hajónak, melyben azt a valótlan információt közölték, hogy a Manza-öböl előtere a Rubens érkezése után el lett aknásítva. Német részről ennek tudták be, hogy a gyarmati csapatok számára oly fontos szállítmány kimentését brit részről nem próbálták megakadályozni és a brit hajók az elaknásítottként megjelölt területen belülre nem merészkedtek be.
A Rubens elvesztésével a Königsbergnek nem volt már lehetősége ismét cirkálóháborút folytatni vagy a Németországba való visszatéréssel megpróbálkozni. Az ellátóhajó elsüllyedése után még egy rövid ideig szorosabb volt a blokád, majd valamelyest enyhült. Mivel a kitörési próbálkozás elmaradt, a part menti állások ellen bevetett Goliathot március 24-én a Dardanellákhoz irányították tovább az ottani partraszálló műveletek támogatására. A tengernagy zászlóshajója ezután a Hyacinth, majd a Weymouth lett.

## Az utolsó hónapok

### A monitorok érkezése

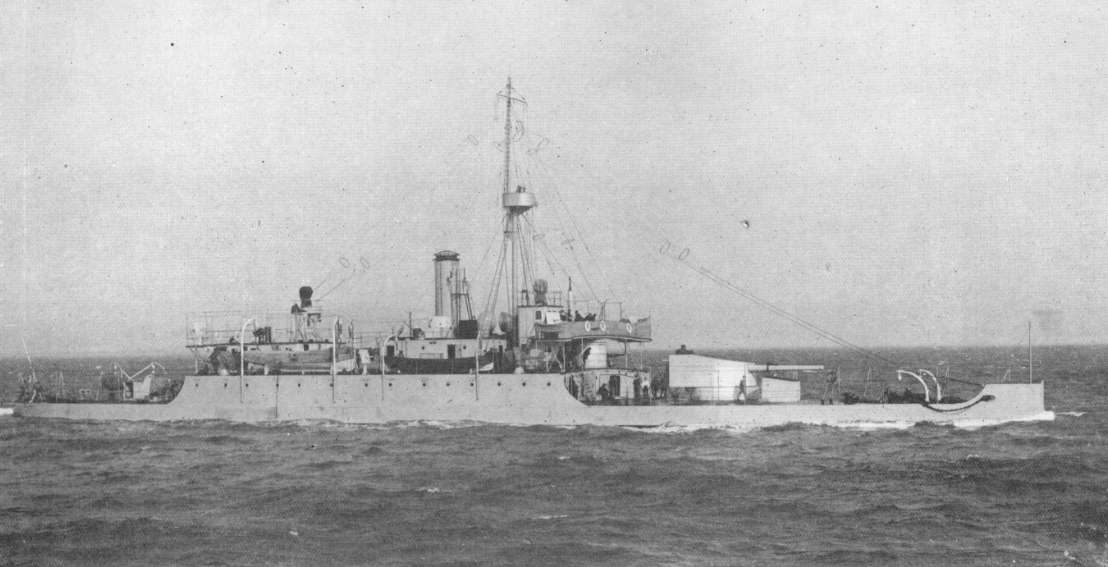
A Mersey monitor valamikor a háború elején

Áprilisban csatlakozott a blokádhoz a Cornwall páncélos cirkáló, melyet azonban már májusban a Chathammel együtt a Dardanellákhoz vezényelték át. A King-Hall altengernagy által kért harceszközök közül torpedónaszádokat nem küldtek számára, de repülőgépeket és két monitort igen. A három Humber-osztályú monitort eredetileg a Dardanelláknál tervezték bevetni és ezért vontatták őket Angliából Máltára. Közülük a Mersey-t és a Severnt jelölték ki a Königsberg elleni hadműveletekre és a Szuezi-csatornán áthaladva, a kelet-afrikai partok mentén 1915. június 3-án érkeztek meg King-Hall rajához. Az 1280 t vízkiszorítású kisméretű hadihajók merülése mindössze 1,7 m volt, így könnyedén manőverezhettek a Rufidzsin. A fő fegyverzetük két 152 mm-es lövegből és két 119 mm-es tarackból állt, amivel külön-külön is nagyobb tűzerővel rendelkeztek, mint a Königsberg bevethető oldalának öt lövege.

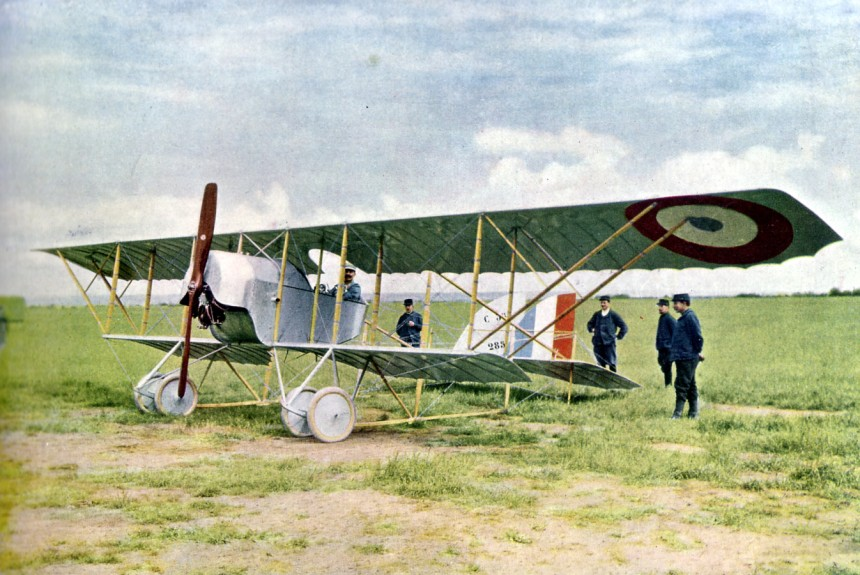
Egy francia felségjelű Caudron G.3 a háború elején

A monitorokkal egyidőben Dél-Afrikából erősítésként érkezett továbbá négy felfegyverzett bálnavadászhajó és a Laurentic segédcirkáló fedélzetén két-két Caudron G.3 illetve Henri Farman HF.27 típusú szárazföldi repülőgéppel. A Farmanokat úgy építették, hogy a trópusi klímát el tudják viselni és négy órás repülőidő mellett 249,5 kg bombaterhet vihessenek magukkal. Ezek a repülőgépek már rendelkeztek rádióval, de emellett akár zászlójelzésekkel is kommunikálhattak a hajókkal. A még januárban elfoglalt Mafia-szigeten egy repülőteret alakítottak ki számukra hangárokkal.
Az erősítések megérkezése után a britek három héten át tartó intenzív gyakorlatozásba kezdtek, melynek során a hadihajók a közvetett célok leküzdésének kivitelezésére koncentráltak a repülőgépek által szolgáltatott megfigyelési adatok alapján. Egy Caudron és egy Farman még a tesztelések során összetört, így a hadműveletek megkezdésekor csak egy-egy állt belőlük rendelkezésre. Páncélzatukat megerősítették, homokzsákokat raktak rájuk a repeszek elleni védelem javítására, trópusi álcafestést kaptak és 9000 darab üres benzineshordót helyeztek el a fedélzet alatti helyiségeikben, hogy találatok esetén is egyensúlyban maradjanak.

### A védelem helyzete
Június közepén észleltek a németek egy új kétkéményes hajót, amit repülőgép-anyahajónak véltek. Valójában azonban a nagy titoktartás mellett Máltáról ideküldött két monitornak, a Mersey-nek és a Severnnek volt az ellátóhajója, a Trent volt.
Német részről időközben teljesen rendbe hozták az Adjutantot és az egyik 4,7 cm-es ágyút ismét felszerelték rá a Königsberg egyik segédcirkálóknak szánt 8,8 cm-es lövegével együtt. Ezek mellé kapott még két géppuskát is és 1915. április 11-én korábbi nevét megtartva, 22 fővel a fedélzetén szolgálatba állították.
A forró évszak decemberi beköszöntével megugrott a megbetegedések száma a deltában. A Königsberg egyik helyváltoztatása után emelkedett meg hirtelen a maláriások száma és pár nap alatt a hajón lévők 40%-a kapta el a betegséget és később sem esett 15% alá az arányuk. Egy május elején az Admiralstabtól érkezett parancs értelmében a Königsberg feladata innentől a Schutztruppe támogatása lett. Ekkor legénységéből közel 70 főt a Tanganyika-tavon szolgálatot teljesítő Graf Goetzen felfegyverzett gőzhajóra helyeztek át, másik 17 főt a Rubens által hozott két 6 cm-es ágyú kezelésére rendeltek északnak. A Königsberg négy géppuskát és 300 karabélyt is kölcsönadott a Schutztruppe deltán kívüli alakulatainak, a Delta különítmény vezetőjének, Werner Schönfeld korvettkapitánynak azon kéréséhez, hogy a cirkáló néhány 10,5 cm-es lövegét lejjebb a parton állítsák fel, nem járult hozzá, mivel igyekezett a hajóját egy végső összecsapás esetére teljes harcértékében megtartani.
Egy alkalommal a blokádban részt vevő cirkálók könnyelműen közelítettek a torkolat felé, ami után a Wami gőzhajót ellátták a Königsberg egyik torpedójával, hogy egy ilyen esetben kilőhesse azt rájuk. Később azonban a britek már a bálnavadászhajóikat küldték előre biztosításul és nem adódott hasonló alkalom a torpedó bevetésére. A Wami június 4-5. éjszakájára tervezett, a Kiomboni-torkolatnál lévő ellenséges hajók elleni támadása sem sikerült, mert a megközelítés közben zátonyra futott és nem tudott időben szabadulni róla.

## Monitorok bevetése

### Július 6-ai támadás

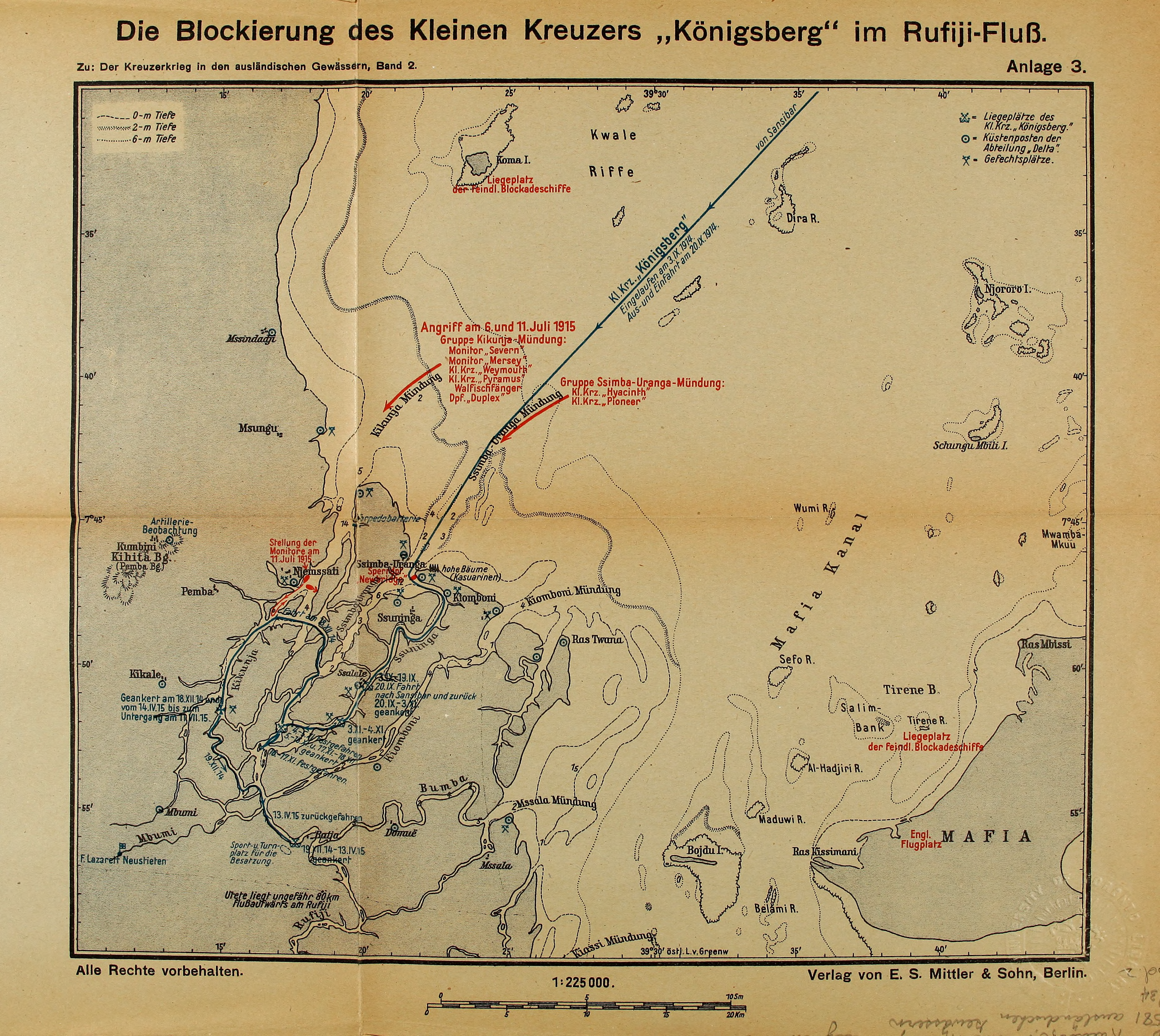
Hadműveletek a Rufidzsi deltájában

A hosszas előkészületek után a brit haderő július elejére vált bevethetőnek ítélt állapotba. A terv szerint a monitorok a Kikunja ágon felhajózva lőtávolságon belülre kerülnek a Königsberghez és a repülőgépek megfigyelései által irányított tüzükkel megsemmisítik a német cirkálót, miközben a hajóraj többi egysége a torkolat védelmét köti le tüzével.
A támadás előtti napon, július 5-én a britek elterelésként Daressalamnál egy partraszállást színleltek, a kitett csónakok azonban a part elérése előtt visszafordultak. A város katonai parancsnoka azonnal értesítette Looffot a készülő támadásról, de miután a hadműveletet nem biztosították hadihajók, a hajóparancsnok közölte vele, hogy bizonyosan csak egy színlelt támadásról lehet szó, melynek célja a cirkáló ellen készülő támadásról elvonni a figyelmet.
Július 6-án hajnali 04:15-kor a Severn és a Mersey a horgonyt felvonva a Rufidzsi Kikunja-ága felé indultak meg. A hajnali szürkületben jelentették az őrhelyekről telefonon a Königsbergnek az ellenség közeledtét és összesen 15, a Kikunja- és Ssimba-Kikunja-torkolat felé közelítő hajót számoltak össze. Az előzmények után a cirkálót nem érte váratlanul az ellene indított általános támadás és a hírre legénysége megtette az utolsó előkészületeket az összecsapáshoz. Looff megkurtítatta a két árbócot azt remélve, hogy ezzel megnehezíti a célzást a monitorok számára. A brit beszámolók szerint a németek igyekeztek a hajót minél jobban álcázni. Ezekhez a híresztelésekhez Looff a következő megjegyzést fűzte:
„Az ellenség később a sajtóban a Königsberg „parancsnokának zsenialitásaként” jellemezte, hogy a hajóját zöld szövetek és bokrok felaggatásával csaknem teljesen láthatatlanná tette. Ezzel szemben meg kell állapítani, hogy egyetlen darab vitorlavászon – ami fokozta volna a tűzveszélyt – sem, sem bármiféle bokrok nem díszítették a hajót, amik a kilátást akadályozták volna.”
Amint a fényviszonyok lehetővé tették az ellenséges hajók megfigyelését, a Kikunja-ágba behatoló kötelék élén két korábban nem látott nagyméretű monitort észleltek és a típuskönyvek alapján azonosították őket. A monitorokat a Delta különítmény röviddel korábban a Kikunja ágban felállított 6 cm-es ágyúi vették tűz alá, amit azok a kisebb lövegeikkel viszonoztak, majd a Königsberg is tüzet nyitott amint a lőtávolságán belülre értek. A tüzét egy a Kikunja-ágtól északra lévő 160 m magas dombról irányították és telefonon tartották a kapcsolatot vele. Ez az összeköttetés a harc folyamán többször megszakadt a becsapódó lövedékek következtében.

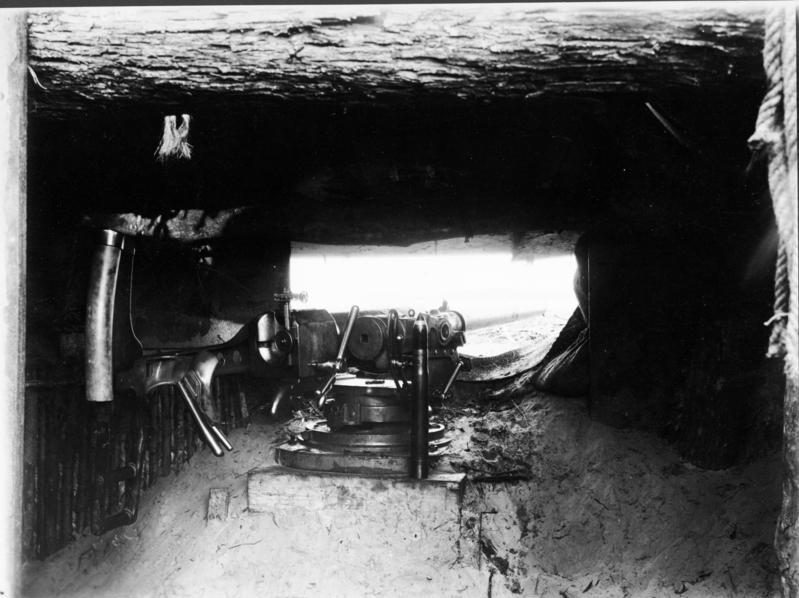
Könnyű löveg a deltában felállított egyik lőállásban

A Kikunja-ágba a monitorok után érkezve betörtek még a Weymouth (King-Hall tengernaggyal a fedélzetén) és a Pyramus cirkálók és három felfegyverzett bálnavadászhajó (Echo, Fly és Childers), ezek azonban a Königsberg lövegeinek hatókörén kívül maradtak. A Weymouth a behajózás közben pár percre fennakadt egy homokpadon, de az emelkedő dagály hamar kiszabadította. A zászlóshajó ezután a Pemba-hegyet vette tűz alá, ahol egy tüzérségi megfigyelőállást valószínűsítettek. A Hyacinth közben a Pioneerrel a Ssimba-Uranga-torkolatban lévő állásokra nyitott tüzet. A brit állítások szerint az itteni partvédelmet sikerült elhallgattatni, viszont a németek szerint semmilyen kárt nem tudtak okozni az állásaikban.
A monitorok négy mérföldet tettek meg a folyóágon felfelé, majd 06:20 körül egy sziget mellett horgonyt vetettek. Még a torkolathoz érésükkel egyidőben, 05:25-kor az 55 km-re lévő Mafia-szigetről felszállt a hat bombával felszerelt Caudron, mely a bombák kioldásával a Königsberg tüzéreit igyekezett távol tartani az ágyúiktól, a németek szerint azonban egyetlen gép sem szállt a cirkáló fölé és bombatámadás csak távolabbi szárazföldi célokat ért. A 2000 m magasságból kioldott bombák a brit feljegyzések szerint is messze csapódtak be a cirkálótól. 05:40-kor egy második repülőgép szállt fel a repülőtérről, melynek a feladata már a tüzérségi megfigyelés volt.
Röviddel a horgonyvetés után, 06:30-kor elsőként a Severn nyitott tüzet körülbelül 10 000 m távolságból a Königsbergre a monitorok közül, majd hamarosan a Mersey is csatlakozott hozzá a lövetésben, de a német jelentések szerint csak 08:00 körül sikerült belőniük a cirkálójukat. A britek 06:57-kor észlelték, hogy a Königsberg tüzet nyitott rájuk és hamar belőtte magának a célpontokat. A monitorokon úgy vélték, még kívül vannak a cirkáló lövegeinek hatótávolságán, ezért meglepte őket, hogy tűz alá kerültek. A Königsberg pontos tüze miatt feltételezték, hogy a közvetlen közelükben van egy német megfigyelőállás és emiatt minden a dzsungelben észlelhető mozgásra lőttek a kisebb kaliberű fegyverekből. A cirkáló elsőként a Mersey-t vette célba és 07:35-re a sortüzeinek lövedékei közül sok már egy méteren belül csapódott be hozzá. Két perc múlva, 07:37-kor érte az első két találat a monitort. Az első baloldalt hátul ütött lyukat a hajótesten, majd röviddel rá előrébb egy, mely elsüllyesztette a motorcsónakját. A harmadik, legnagyobb kárt okozó találat 07:40-kor érte, ez az elülső 152 mm-es ágyújának pajzsát találta el és használhatatlanná tette a löveget és kezelői közül hárommal végzett, a többieket megsebesítette. Az erős tűz miatt felszedte a horgonyt és eltávolodva a veszélyes helytől állt meg. Alig hagyta el a pozícióját, mikor egy teljes sortűz csapódott be oda, ahol pár másodperccel korábban állt. Az új horgonyzóhelyről 08:50-kor nyitott ismét tüzet.

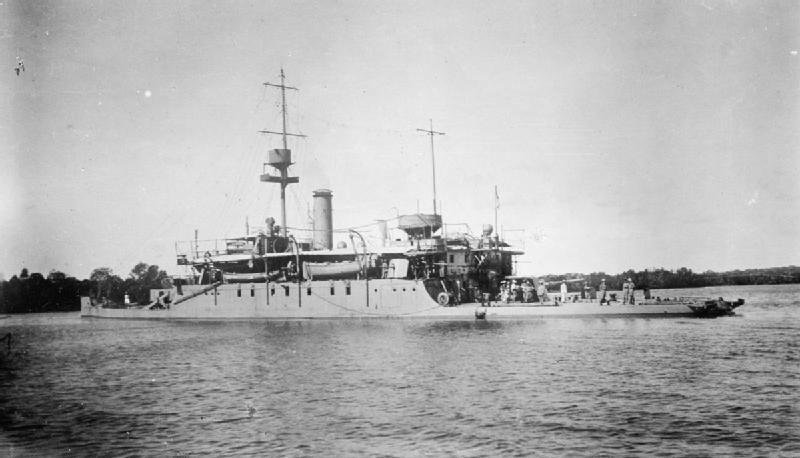
A Severn 1917 júliusában, két évvel a csata után a Rufidzsin

A Mersey kiválásával a Königsberg a Severnt vette célba. A levegőben lévő Farman (Cull hadnagy) megfigyelése szerint a Königsberget 07:51-kor érte az első találat a Severntől. A pontos célzást megkönnyítette a Mersey átmeneti kiválása, melynek a tüze így nem zavart be. A repülőgépnek azonban ekkor üzemanyaghiány miatt vissza kellett térnie a reptérre és ezzel a monitorok lőpontossága erősen visszaesett. 08:22-re a németek tüze már jól ült, ami miatt 08:50-kor a Severn is a helyzetének megváltoztatására kényszerült és közben belelőtt egy fa lombkoronájába, ahol egy megfigyelőposztot vélt felfedezni. 09:45-kor horgonyzott le, majd 09:57-kor nyitott tüzet ismét, ekkorra a németek tüze már alábbhagyott. Míg az előző helyzetéből négy találatot is elért, ezután már légi megfigyelés hiányában nem volt eredményes. A monitorok 11:30 körül King-Hall parancsára felhagytak a lövetéssel és közelebb hajóztak a célponthoz, a Mersey hajónaplója szerint azért, mert a repülőgépről nem kaptak rádióüzeneteket. Így látótávolságon belülre kerülve kellett folytatniuk a harcot.
12:15-től a monitorok újra lőni kezdtek, egy újabb repülőgép 13:30 körüli felbukkanásával pedig ismét közelebb hajóztak a cirkálóhoz. Kisebb megszakításokkal egészen 15:25-ig tüzeltek a cirkálóra, de ekkor már egyik fél sem ért el találatokat és a monitorok a közelgő apály miatt ezután elhagyták a torkolatot. Az eredménytelen küldetés miatt a legénységük lehangoltan tért vissza a bázisra.
A németek a lőszerrel spórolandó déltől öt helyett már csak két löveggel tüzeltek, de a tűzharc végén több teljes sortüzet is leadtak öt lövegből abból a célból, hogy az akció hatástalanságát megmutassák. Az összecsapás vége felé a Königsberg tüze is pontatlanabbá vált. A kilencórás harc után a cirkáló teljes mértékben úszó- és harcképes maradt.
A torkolatot teljes sebességgel elhagyó monitorokra a Delta különítmény 16:05-kor tüzet nyitott és sok lövedék a Mersey közelében csapódott be, de kárt nem tettek benne. 18:00 körül a két monitor a Mafia-szigetnél a Trent mellé állva kötött ki. A Mersey egy rövid időre a partokhoz hajózott még, hogy a halottait eltemesse, majd visszatért a segédcirkálóhoz.
Másnap a felderítésre kiküldött repülőgép azt jelentette, hogy a Königsberg egyik elülső 10,5 cm-es ágyúja harcképtelenné vált, de továbbra is hajózásra és harcra alkalmas állapotban maradt. Ez a megfigyelés annyiban pontatlan volt, hogy a németek a sérült löveget a következő összecsapásra ismét használhatóvá tették. Brit részről a Mersey-t három találat érte, míg a Severn sértetlen maradt. A Severn parancsnoka szerint csak a nagy szerencsének volt köszönhető, hogy nem semmisültek meg a Königsberg tüzében. A Königsbergen és a Mersey-n is négyen-négyen vesztették életüket és többen súlyosan megsebesültek. A Mersey sebesültjei közül ketten hamarosan szintén elhunytak.
Mivel számítottak a támadás hamarosan bekövetkező megismétlésével, a németek a Königsberg készleteinek egy nagy részét az éjszaka folyamán a Hedwig uszályon helyezték biztonságba.

### Július 11-ei támadás
Brit előkészületek

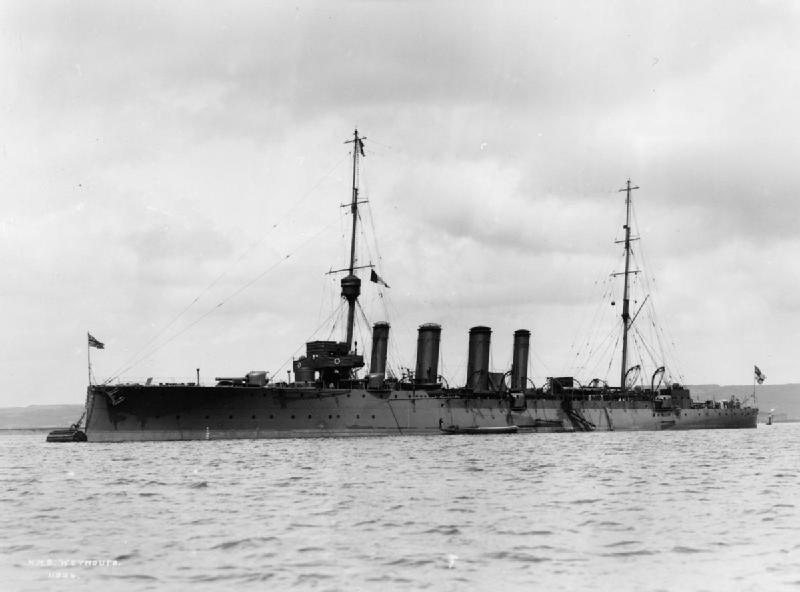
A Weymouth könnyűcirkáló, King-Hall altengernagy zászlóshajója a torkolatba való behatolásokkor

Az első támadás során a monitorok törékeny hajótestét megrázták a nagy csőemelkedéssel leadott lövések és emiatt a következő bevetésre a kilazult elemeket meg kellett erősíteni, továbbá a Mersey sérült ágyúját helyre kellett hozni. A britek úgy számoltak, hogy a 685 leadott lövésből mindössze 78 lett korrigálva a légi megfigyelés által és mindössze 6 – valójában csak 4 – találatot tudtak elérni. A brit tengerésztisztek megítélése szerint a repülőgépek által végzett tüzérségi felderítés ezen a napon teljesen csődöt mondott, mivel a hajók egységes vezetés nélkül lövöldöztek a Königsbergre, így pedig a repülőgépek által jelentett becsapódásokat sokszor nem tudták melyik hajó tüzérségéhez kell rendelni. Emiatt úgy döntöttek, hogy egyszerre csak egy hajó tüzelhet. Az elgörbült elemek kijavítása négy napig tartott, így az újabb támadást csak ezután hajthatták végre.
A brit hajórajhoz július 8-án erősítésként csatlakozott a Challenger könnyűcirkáló.
A britek által július 9-én és 10-én megtartott lőgyakorlatok jelezték a németek számára a közelgő újabb támadást. A támadásra kijelölt napon a britek nem számíthattak a hajnali órák gyenge látási viszonyai jelentette előnyre a megközelítéskor, mivel a dagály csak délben tette lehetővé az akciót.
A támadás
Július 11-én reggel 08:00 körül a két monitor vontatóhajók segítségével megindult a folyótorkolat felé a támogató hajórajjal együtt, majd 10:30-tól a vontatókról leválva már önerőből folytatták az útjukat. A 21 egységből álló blokádoló kötelék 11:00 körül több csoportra oszlott az északi torkolatok megközelítéséhez. A Kikunja-ág felé tartó két monitort nagyobb távolságra követte a Weymouth és a Pyramus a három bálnavadászhajó biztosítása mellett. A két könnyűcirkáló ezúttal messzebb hajózott fel és ismét a szárazföldi állásokat és a Pemba-dombon lévő megfigyelőállást lőtték, míg a távolabb elhelyezkedő Hyacinth és a Pioneer a Ssimba-Uranga-torkolat állásait lőtte hasonlóan az előző alkalomhoz.
A monitorokra 11:35-kor tüzet nyitottak a partokról és a Mersey-n pár perc alatt két találatot elértek, aminek következtében a legénységéből hárman könnyebben megsérültek. A britek viszonozták a tüzet, de a Delta különítmény állásaiban most sem tettek kárt. Az ellenséges tűz ellenére 11:45-kor megérkeztek a Kikunja-ágba. Amint a Königsberg lőtávolságán belülre értek, a cirkáló tüzet nyitott rájuk 12:00 körül
A Mersey előbb a torkolat bejáratánál vetett horgonyt és 12:15-től kezdte lőni 10 km-es távolságból az őt célba vevő Königsberget a közben beérkező repülőgép tüzérségi megfigyelése által segítve, miközben a Severn továbbhajózva öt mérföldnyit hajózott fel (szemben az előző támadáskori négy mérfölddel) és 12:23-kor horgonyt vetve innen nyitotta meg a tüzét 12:30-kor. A repülőgépek rádión közölt megfigyeléseinek következtében már 10 perc alatt belőtte magának a célpontot. A Mersey rövid lövetése után a Königsberg a közelebb merészkedő Severnre helyezte át a tüzét és nagyon pontosak voltak a sortüzei, de találatokat a Mersey tüze által nem zavart légi megfigyelésnek köszönhetően a Severn ért el hamar. A Severn ágyúinak gyors célravezetése után a Farmanról egymás után érkeztek a találatokról szóló jelzések (12:39-től kezdődően). Az első telitalálatok nagy pusztítást végeztek a felső fedélzeten, különösen a hajó elején. A harc kezdete után egy órával egy 152 mm-es lövedék a híd mögé becsapódva kiiktatta a két elülső löveg kezelőszemélyzetét és a kémlelőnyílásokon át a parancsnoki állásba vágódó repeszei csaknem mindenkit megsebesítettek. Ekkor a Königsberg tüze már épp kezdett jól ülni, de e két löveg kiesésével nagyjából egyidőben a Pemba-heggyel összekötő telefonkábel is megszakadt. Ezek együttesen jelentősen csökkentették a tüzérség hatékonyságát. A hajó és a tüzérség vezetését a hátsó parancsnoki állás vette át és a maradék hátsó három löveg tovább folytatta a küzdelmet.
12:50-kor a Königsberg egyik légvédelmi feladatokra átalakított 10,5 cm-es ágyújával az utolsó repeszgránátot kilőve megrongálták Farmant. Annak pilótája, Cull hadnagy jelezte a sérülést és a monitoroktól egy csónak kiküldését kérte a kimentésükre. A pilóta ezután még ameddig csak tudta a levegőben tartotta a sérült gépet és még kényszerleszállás közben is a megfigyelő, Arnold alhadnagy (Sub-Lieutenant) közvetítette a tüzérség eredményeit. Az utolsó jelzése szerint a találatok mind a cirkáló elejét érték, mire a Severn úgy módosított, hogy a közepét vegye célba. Ezt követően 12:54-kor nagy robbanást lehetett látni, amit nagy füstképződés követett. A repülőgép 12:52-kor a két monitor között kényszerleszállást hajtott végre és bár a gépük gyorsan elsüllyedt, Cullt és megfigyelőjét a Mersey által kiküldött csónaknak sikerült élve kimentenie. A repülőgépet lelövő ágyúnál nem sokkal ezután egy lövedék csapódott be és a három kezelője közül Niemayer fregatthadnagy és Kaiser tűzoltó életét veszítette, Kohtz fregatthadnagy pedig súlyosan megsebesült. A Königsberg ezután már csak két löveggel tüzelt.

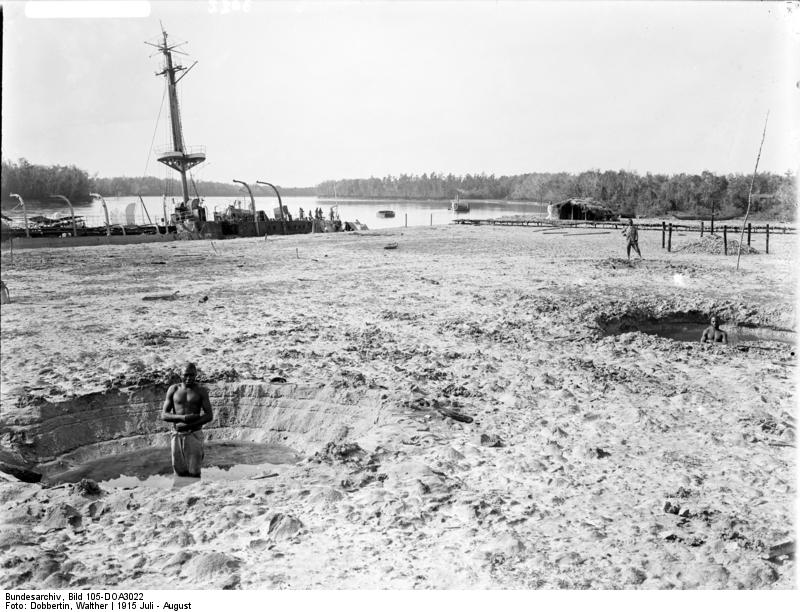
Bennszülöttek a Königsberg közelében becsapódó lövedékek krátereiben

A brit megfigyelések szerint a 12:54-kor a monitorokról észlelt hatalmas robbanást követően pár perccel, 13:00-kor a Königsberg teljesen fel is hagyott a tüzeléssel, a német jelentés szerint azonban ezután még folytatta tüzelést. 13:15-kor a cirkáló hátsó részén hatalmas tűz tört ki, ami miatt a lőszerraktárakat el kellett árasztani. A készenléti lőszer kivetőtölteteinek lángra kapása hamarosan súlyos veszteségeket okozott a hátsó lövegek kezelői között. A brit hajónaplók feljegyzései ezeket az eseményeket 13:16 és 13:30 közötti több nagy robbanásként rögzítették. Csak ezt követően, 13:40-kor hallgatott el a Königsberg utolsó ágyúja is, mivel a harc folytatása ezután lehetetlenné vált. 13:47-kor a Severn is felhagyott a lövetéssel és pár perccel később a következő üzenetet küldte King-Hall altengernagynak: „A Königsberg beszüntette a tüzelést. Meg vagyok győződve arról, hogy teljesen ronccsá vált, öt hatalmas robbanás [volt észlelhető], jelenleg erősen ég.”
A Königsberg bár ezen utolsó összecsapás során nem ért el közvetlen találatot a Severnen, de számos lövedéke közvetlenül a monitor mellett csapódott be és a gránátszilánkok erősen átlyuggatták a felső fedélzetét. A fedélzetén lévők úgy vélték, hogy néhány további ilyen sérülés könnyen a hajójuk elsüllyedését okozhatta volna.
Önelsüllyesztés

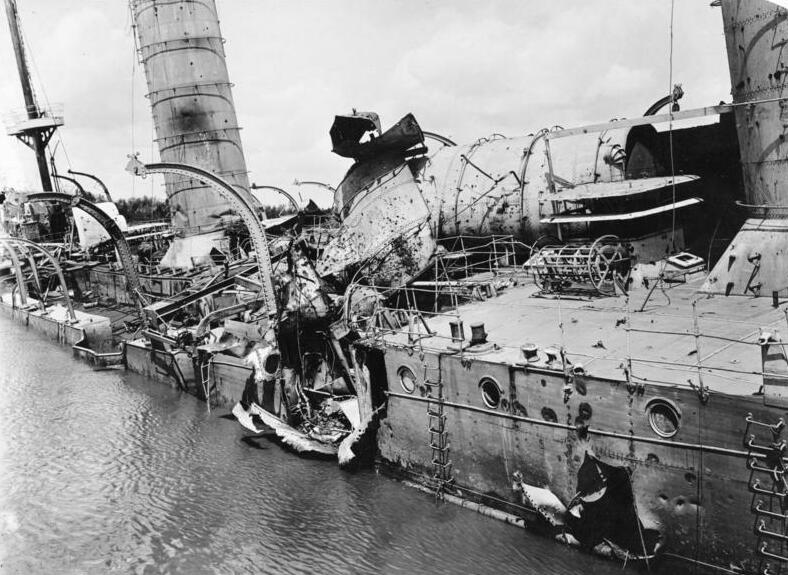
A Königsberg sérülései a hajó közepén az eldőlt középső kéménnyel

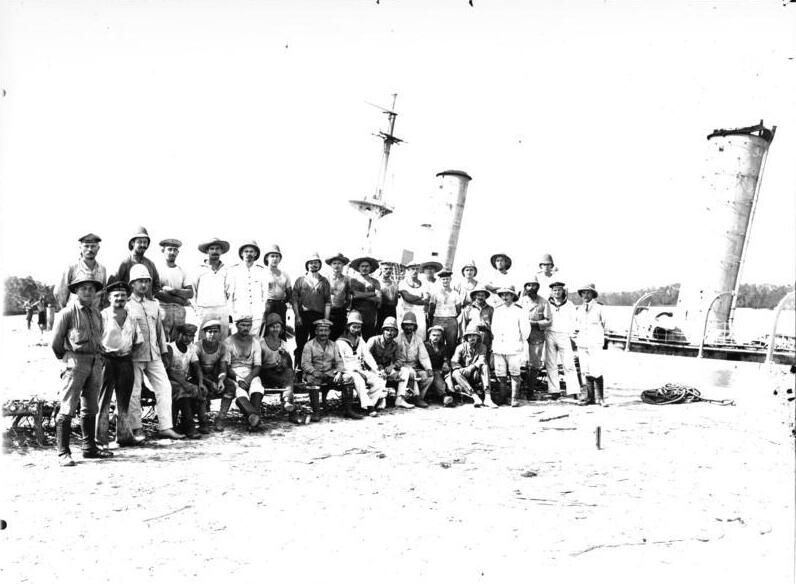
Német tengerészek csoportképe a megfeneklett Königsberg roncsa mellett

A súlyosan sebesült Looff az első tisztnek, Koch sorhajóhadnagynak meghagyta, hogy a hajó nem kerülhet ellenséges kézre és ezért meg kell tenni az előkészületeket a robbantás általi elsüllyesztéséhez. A legénység tagjait csónakokon szállították ki az 50 méterre lévő partra a lövegek leszerelt závárzataival együtt és a hajótól 1 km-re helyezték őket biztonságba. Looff fregattkapitányt az utolsó csónakkal szállították el. Az elsőtiszt a torpedógépésszel két torpedófejet készített elő az elsüllyesztéséhez és a kanóc meggyújtása után úszva hagyták el a hajót. Ezt 14:00-kor hajtották végre, épp mikor jelentés érkezett arról, hogy az ellenség tovább folytatja az előrenyomulását a folyón. A torpedók robbanótölteteinek detonációja nagy lyukat ütött a hajótesten a víz alatt, amitől a cirkáló felvont hadilobogóval lassan a jobb oldalára dőlt és a felső fedélzet magasságáig víz alá kerülve a sekély vízben megfeneklett.
A Mersey eközben hat kilométeren belül hajózott hozzá majd 14:08-tól – a már saját legénysége által harcképtelenné tett hajóra – 28 sortüzet adott le, melyből már a másodikkal találatot ért el. 14:30-kor a Severn árbóccsúcsáról is megpillantották a lángokban álló cirkálót. A sikeres küldetésről megbizonyosodva a monitorok felhagytak a támadással és visszaindultak az óceán felé. Ezen a napon összesen 204 lövedéket lőttek el, nem egész harmadát az előző támadásban felhasznált mennyiségnek. A Delta különítmény által heves tűz alá véve az összes brit hajó elhagyta a Rufidzsit, a monitorok 15:45 körül futottak ki az óceánra. A németek a kenuk közé telepített torpedókat és a Wamin lévő torpedót nem tudták kilőni a rendkívül erős ellenséges tűz miatt. Egy a Königsberg fedélzetén barkácsolt, üzemanyaghordóból kialakított dinamittal töltött aknát a monitorok által július 6-án felvett pozícióban helyeztek el és bár sikerült a közvetlen közelükben felrobbantani, kárt a robbanóanyag elégtelensége miatt nem tudtak okozni bennük. A monitorok 20:00 körül értek vissza a Mafia-sziget nyugati felén lévő Tirene-öbölbe.
A veszély elmúltával a hajójukra visszatért németek 17:45-kor – napnyugtakor – vonták be a Königsberg gránátszilánkok által megszaggatott zászlóit ünnepélyes keretek között, miközben háromszoros hurrát kiáltottak Őfelsége a császár személyére.
Veszteségek
A július 11-ei összecsapás eredményeként a Königsberg harcképtelenné válásával megszűnt az a veszély, hogy az óceánra kihajózva kereskedelmi háborút folytathasson, így a brit erőfeszítések a nyolc hónapig tartó blokád után sikerrel jártak. A Königsberg fedélzetén lévő mintegy 220 főből 19 veszítette életét, 21 fő sérült meg súlyosan és 24 könnyebben. A sérülteket a közeli Neustieten tábori kórházába szállították, a halottakat e település temetőjében helyezték végső nyugalomra.
A monitorok közül egyedül a Mersey fedélzetén sérültek meg könnyebben még a torkolatba való behajózáskor, más személyi sérülés nem történt.

## A csata után

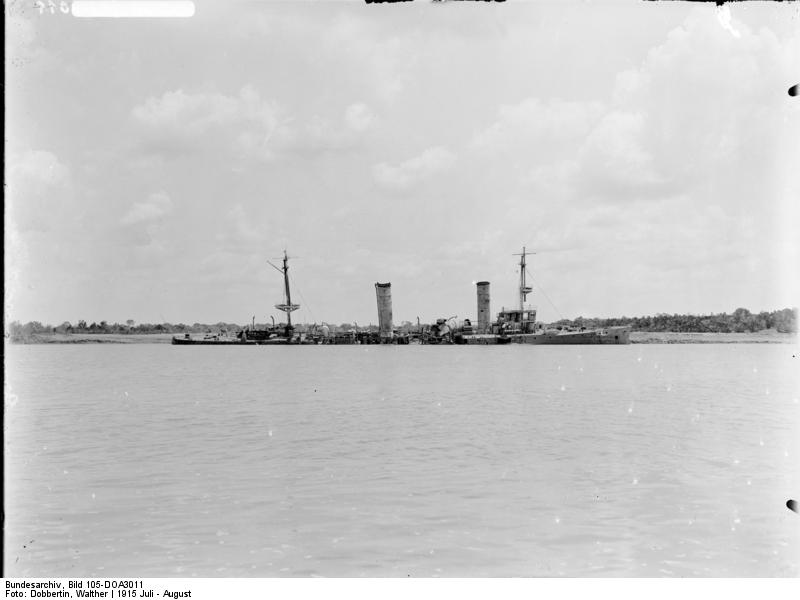
A megkurtított árbócú Königsberg a csata után

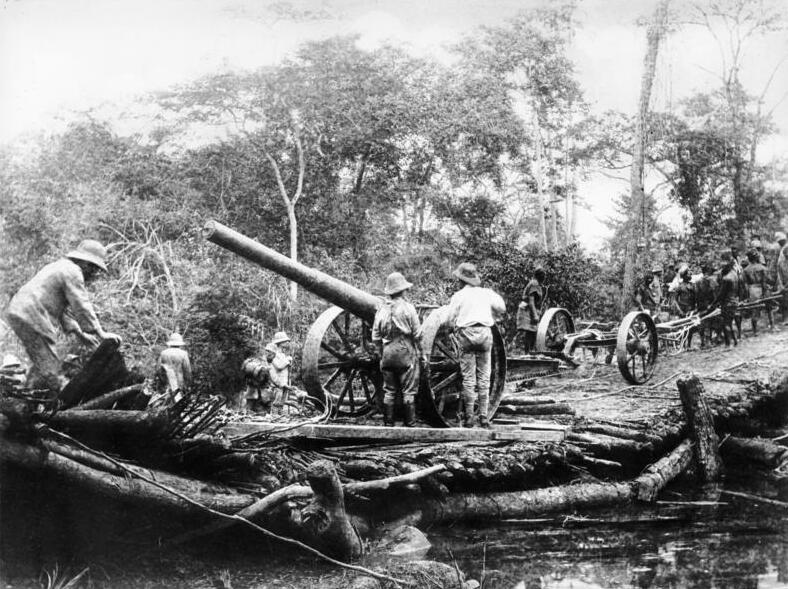
A Königsberg egyik leszerelt 10,5 cm-es ágyúja egy hídon gördül át

Másnap a roncs alacsony vízállásnál való átvizsgálása során a németek az összes 10,5 cm-es löveget lényegében használhatónak találták és a kiemelésüknek azonnal hozzáláttak. A kisebb sérüléseket a daressalami flottillaműhely javította ki rajtuk. A lövegeket nehéz kocsikra téve több száz bennszülöttel vontatták el. Daressalamba való megérkezésük és kijavításuk után öt itt maradt, a többit különböző hadszíntereken osztották szét, lőszerként a Rubensről kimentett muníció szolgált számukra. Ezek az ágyúk nagyban növelték a kelet-afrikai német haderő tűzerejét, bár a hozzájuk való páncéltörő lövedékek hatásfoka a nyílt terepen vívott ütközetekben mérsékelt volt. Az ágyúk közül három tekinthető meg napjainkban kiállítva – egy Mombasában, egy Pretoriában és a harmadik az ugandai Jinja erődben.
Július 12. és szeptember 18. között az összes hasznosítható anyagot felszínre hozták a hajótestből. A legénység túlélőit is Daressalamba rendelték, ahol „Königsberg különítmény” (Abteilung Königsberg) néven állítottak fel belőlük egy alakulatot. Az alakulat túlélői 1917. november 26-án adták meg magukat a briteknek.
John Ingles, a zanzibári csatában a Königsberg által elsüllyesztett Pegasus parancsnoka 1924-ben azt a megbízást kapta, hogy tisztítsa meg Dar es-Salaam kikötőjét a hajóroncsoktól. Ekkor vette meg a Königsberg maradványainak hasznosítási jogát 200 fontért. Búvárok segítségével színesfémeket hozatott a felszínre, majd eladta a jogokat. A mentési munkálatok a 30-as évekig folytatódtak. A 40-es évek során a hajótest a jobb oldalára dőlt. 1965-től a munkálatok folytatódtak, de 1966-ban a hajótest összeomlott és végül teljesen beágyazódott a folyómederbe.

## Értékelés
A csekély sikereket hozó cirkálóháborúja után a Königsberg blokád alatt tartása és az ellene vívott harc hosszabb-rövidebb ideig egy (pre-dreadnought) csatahajót, kilenc cirkálót, két monitort, egy segédcirkálót továbbá számos egyéb kisebb hadihajót kötött le. A bevetett 10 repülőgép közül 6 került veszteséglistára, de úttörő módon való alkalmazásuk döntő volt a harcok kimenetelét illetően. A Königsberg elvesztésével nem volt már több külhoni cirkálója a németeknek, mely az antant kereskedelmi hajóit veszélyeztethette volna az Európán kívüli vizeken.
A világháború tengeri eseményeit érintő brit történetírás öt lapja foglalkozik a Königsberg blokád alá vételével és az ellene folytatott küzdelemmel. A mű a következőképpen összegzi a cirkáló teljesítményét a háborúban: „Nyolc hónapon át dacolt az elpusztítására tett erőfeszítéseinkkel és bátran harcolt a végsőkig. Bármennyire is dicstelen volt a kereskedelmi háborúja során, elbukásával visszaszerezte a becsületét.”
A német történetírás 50 oldalt szán az események ismertetésének. A cirkáló tevékenységét összegezve kiemeli, hogy a szénhiány miatt kényszerült visszatérni a gyarmatra, ahol a felfedezése után hosszú hónapokig jelentős erőket kötött le. A leírást szerkesztő Erich Raeder ugyanakkor megemlíti, hogy az energikus Schönfeld korvettkapitány vezette Delta különítmény jóval nagyobb sikereket érhetett volna el, amennyiben hatékonyabb tüzérségi eszközök is a rendelkezésére álltak volna. Itt nyilvánvalóan a Schönfeld által a partvédelem megerősítésére kért néhány 10,5 cm-es ágyúra gondolt, mely kérelmet Looff visszautasított.

## Függelék

### Herbert King-Hall altengernagy jelentése
King-Hall altengernagy 1915. július 15-én kelt, az admiralitásnak a Königsberg elleni utolsó hadműveletek kapcsán tett jelentése.

„Uram, - Legyen örömére a következő, a ״Königsberg״ elleni július 6-ai és 11-ei hadműveletekről szóló jelentés mihamarabbi Őlordságuk elé tétele:–
Az általam kiadott utasításoknak megfelelően július 5-én az érintett különböző hajók felvették a számukra kijelölt pozíciót készen állva a másnapi hadműveletekre.
Július 6-án d.e. 4:15-kor a H.M.S. ״Severn״, parancsnoka Eric J. A. Fullerton sorhajókapitány, R. N. [Királyi Haditengerészet], és a H.M.S. ״Mersey״, parancsnoka Robert A. Wilson fregattkapitány felvonták a horgonyt és a homokzátony felett áthaladva a Rufidzsi folyó Kikunya ága felé vették az irányt, melybe d.e. 5.20-kor hajóztak be.
A ״Severn״ orránál és tatjánál horgonyt vetett és tüzet nyitott a ״Königsberg״-re 6.30-ra. A ״Mersey״ hasonló módon lett rögzítve és röviddel később tüzet nyitott.
Mindkét monitorra lőttek 3-fontos ágyúkból, pom-pomokból és géppuskákból mikor behajóztak a folyóra illetve miközben azon felfelé haladtak és a tüzet viszonozták.
D.e. 5:25-kor egy Harold E. M. Watkins repülőparancsnok [Flight Commander] vezette repülőgép hat bombát szállítva elhagyta a Mafia-szigeten lévő repteret. A bombákat azzal a szándékkal dobták le a ״Königsberg״-re, hogy megakadályozzák bármiféle fellépését a monitorokkal szemben, míg azok felveszik a pozíciójukat.
D.e. 5:40-kor egy másik, John T. Cull rajparancsnok vezette repülőgép egy megfigyelővel, Harwood J. Arnold repülőalhadnaggyal [Flight Sub-Lieutenant] a fedélzetén hagyta el a repülőteret azzal a céllal, hogy tüzérségi megfigyelést végezzen a monitorok számára.
D.e. 5.45-kor a zászlómat a Denis B. Crompton sorhajókapitány M.V.O. parancsnokolta ״Weymouth״ fedélzetére vittem át és d.e. 6.30-kor áthaladtam a homokzátony felett az ״Echo״ és a ״Fly״ bálnavadászhajók biztosításával valamint az előttünk vízmélység ellenőrzést végző ״Childers״-szel; a vikomt Kelburn fragattkapitány parancsnokolta ״Pyramus״ velünk tartott.
A ״Weymouth״ fennakadt a homokzátonyon pár percre az áthaladás közben, de hamarosan az emelkedő dagály miatt kiszabadult és folyó bejáratáig haladt előre, ahol horgonyt vetett.
A partokról kisméretű ágyúkból tüzet nyitottak rá és a bálnavadászhajókra, de egy lövedéket leszámítva, mely a ״Fly״-t találta el, más kárt nem okoztak. Néhány lövés a 6-hüvelykes ágyúkból végett vetett a tüzelésnek, habár lehetetlen volt megállapítani az ágyúk helyzetét, mivel azokat elrejtették a fák és a sűrű aljnövényzet.
A horgonyvetést követően a ״Weymouth״ mindent megtett amit lehetett a monitorok támogatására egy a Pembánál lévő pozíció lövetésével, melyről feltételezhető volt, hogy felderítő és megfigyelő állásként szolgál, valamint leköti az ellenség repülőgépekre irányuló tüzét. Ez nagyon hatékonyan lett végezve.
Ezzel egyidőben a ״Pioneer״, (helyettes) parancsnoka Thomas W. Biddlecomb, R. A. N. [Királyi Ausztrál Haditengerészet], a ״Hyacinth״, parancsnoka David M. Anderson sorhajókapitány, M. V. O., utasítására a Ssimba Uranga-torkolat védelmi állásait vette tűz alá, amit mindaddig viszonoztak, míg a védelmet el nem hallgattatták.
A monitorok hadműveleteire visszatérve; a tüzet, mint korábban már említésre került, 6.30-kor nyitották meg, de mivel a ״Königsberg״ nem volt látható, nagyon nehéz volt kielégítő eredményeket elérni és a repülőgépek megfigyelőinek nagy nehézségeket okozott azon lövedékek megjelölése, melyek a fák közé hullottak és ez a szisztematikus lövetést rendkívüli módon megnehezítette.
Mivel csak két repülőgép állt rendelkezésre, jelentős idő telt el az egyik útnak indulása és a másik felváltásként való érkezése között a 30 mérföld távolságra lévő repülőtérről, és ez a lövetés hatékonyságának a csökkenéséhez vezetett.
12.35-kor az egyik repülőgép lerobbant és 3.50-kor a másik is. Jeleztem Fullerton sorhajókapitánynak, hogy haladjon feljebb a folyón, aminek eleget téve addig haladt, míg 12.50-kor láthatóvá nem váltak a ״Königsberg״ árbóccsúcsai.
A ״Königsberg״ erősen lőtte a monitorokat nagyjából 12.30-ig, ezt követően a tüze alábbhagyott. D.u. 2.40-kor felhagyott a tüzeléssel, miután időnként csak egy lövegre szorítkozva lőtt. D.u. 3.30-kor a monitorok beszüntették a tüzelést és elhagyták a folyót d.u. 6 órakor visszatérve a zászlóm alá a Koma szigetnél. Kihajózás közben ismét támadást intéztek ellenük kisméretű ágyúkból a partokról.
Én a homokpad felett a ״Weymouth״ fedélzetén d.u. 12.30-kor visszatértem és d.u. 3-kor a ״Hyacinth״ fedélzetére szálltam át.
A ״Mersey״ négy halottat és négy sebesültet veszített, közülük ketten azóta elhunytak, és az elülső 6-hüvelykes ágyúja, melynél az emberveszteség zöme fellépett, harcképtelenné vált. A ״Severn״ szerencsés módon nem szenvedett emberveszteséget vagy károsodást.
A különböző hajók, bálnavadászhajók, vontatók, stb., horgonyt vetettek az éjszakára a delta előtt és másnap reggel folytatták útjukat a szénvételezéshez stb.
A számos nehézség és a pontos tűz miatt, aminek a monitorok ki lettek téve, úgy ítéltem meg, hogy a július 6-ai hadműveletekért bár nem hoztak teljes és végső sikert, Fullerton sorhajókapitány és Wilson fregattkapitány dicséretet érdemelnek.
Mivel szükséges volt hamar újabb támadást indítani a ״Königsberg״ ellen az elpusztításának véghezvitele érdekében, a következő hadművelet július 11-én került végrehajtásra, mely időpontra a repülőgépek ismét szolgálatra kész állapotba kerültek és a monitorok bizonyos sérüléseit kijavították valamint feltöltötték őket szénnel.
A ״Severn״ legénységét Arthur G. Mack helyettes alhadnaggyal és hat tiszthelyettessel, a ״Mersey״ legénységét Richard Ussher hadnaggyal és Rundle B. Watson hadnaggyal valamint hat tiszthelyettessel és tengerésszel megerősítettem. Az összes fent említett személy a ״Hyacinth״-ról érkezett.
A támadás ugyanazon az útvonalon haladva lett kivitelezve mint az előző alkalommal a folyó ugyanazon torkolatán.
A monitorok d.e. 11.45-kor haladtak át a homokzátony felett, őket követte a ״Weymouth״ és a ״Pyramus״, utóbbi három mérföldet haladt felfele a folyón és mindkettő fürkészte a partvonalat. A ״Hyacinth״ és a ״Pioneer״ a Ssimba-Uranga bejáratát vette tűz alá.
Ezúttal a monitorok nem egyszerre tüzeltek; a ״Mersey״ útközben megállt és addig lőtt, míg a ״Severn״ le nem horgonyzott, majd beszüntette a tüzelést, mikor a ״Severn״ ahhoz hozzálátott.
A ״Severn״ 1000 yarddal közelebb horgonyzott le az ellenséghez mint július 6-án, ami a tüzét sokkal hatékonyabbá tette.
A repülőgépek megfigyelői kiváló munkájuknak köszönhetően hamarosan rávezették az ágyúkat a célpontra és gyors egymásutániságban jelezték a találatokat. 12.50-kor jelentették, hogy a ״Königsberg״ lángokban áll.
A Fullerton sorhajókapitánnyal korábban egyeztetettek szerint eljárva, amint urai lettek a helyzetnek, a monitorok tovább felhajóztak a folyón és véghezvitték a ״Königsberg״ teljes megsemmisítését d.u. 2.30-ra, mikor is elrendeltem számukra a visszavonulást.
A ״Königberg״ jelenleg puszta roncs a találatok, a tűz és a robbanások következtében, mely utóbbiból több észlelhető volt.
Mindössze három ember sérült meg könnyebben a ״Mersey״-n. A ״Severn״ nem szenvedett emberveszteséget.
D.u. 8.00-ra leszámítva az őrjáratot teljesítőket minden hajó visszatért.
Nagy örömömre szolgál Őlordságtok tudomására hozni a következő tisztek és sorállományúak neveit:
Eric J. A. Fullerton sorhajókapitány, H.M.S. ״Severn״.
Robert A. Wilson fregattkapitány, H.M.S. ״Mersey״.
Denis B. Crampton, M.V.O., H.M.S. ״Weymouth״.
A tiszteletre méltó Robert O. B. Bridgeman fregattkapitány.
Robert Gordon rajparancsnok, a repülőraj parancsnoka.
John T. Cull rajparancsnok [Flight Commander]
Vivian G. Blackburn repülőhadnagy.
Harwood J. Arnold repülőalhadnagy
Harold E. M. Watkins repülőhadnagy.
Harold G. Badger helyettes számvivőtiszt, H.M.S. ״Hyacinth״. Ez a tiszt az első ״Königsberg״ elleni támadás alkalmával önként jelentkezett megfigyelőnek, annak ellenére, hogy előzőleg nem voltak repülési tapasztalatai.
Alan G. Bishop helyettes hadnagy [Acting Lieutenant], Királyi Tengerészgyalogság, a H.M.S. ״Hyacinth״-ról. Ez a tiszt a második ״Königsberg״ elleni támadás alkalmával önként jelentkezett megfigyelőnek, annak ellenére, hogy előzőleg nem voltak repülési tapasztalatai.
Ebenezer Henry Alexander Boggis repülőgép-műszerész, Chatham 14849, aki április 25-én Cull rajparancsnokkal emelkedett a levegőbe és lefotózta a ״Königsberg״-et 700 láb magasságból. Erős tüzet zúdítottak rájuk és a repülőgép motorja súlyosan megsérült.
A legnagyobb kockázatot az ebben a klímában a repülőgépeket repülő tisztek és katonák vállalták, melyben az atmoszféra hatása és a Nap extrém forrósága ismeretlen azok számára, akik repülési tapasztalata a mérsékelt éghajlatra korlátozódott.
[Légörvények okozta] 250 lábas „zökkenéseket” többször megtapasztaltak és a hőmérséklet a nagy magasságban való repülés közbeni extrém hideg és a földön tapasztalt, az égető, trópusi Nap melletti földi nagy forróság között váltakozott.
A ״Königsberg״ elleni július 6-ai hadműveletek során a Királyi Haditengerészet Légi Szolgálatának mind a földi személyzetének, mind a felszerelésének a tartóssága a legvégső határáig ki lett merítve. A két rendelkezésre álló repülőgép által e napon megtett táv nem kevesebb, mint 950 mérföldet tett ki és a levegőben töltött órák száma összesen 13 órát tett ki.
Összefoglalásként meg kívánom említeni, hogy a repülőtisztek mindegyike a legnagyobb dicséretemet érdemelte ki.
William J. Leverett főácsmester a H.M.S. ״Hyacinth״-ról. Ez a tiszt volt a felelős a két monitor felszereléséért.
Közölni kívánom Őlordságotokkal a ״Revenger״ vontatóhajó parancsnokának, John Osment Richards-nak és a legénység alábbi tagjainak a neveit, akik nagy készséggel önként vállalkoztak a vontatójukon való szolgálatra és a monitorokat támogatva a folyóra való behajózásra és szükség esetén készen álltak a kivontatásukra: –
Frank Walker, navigátor
George Edward Milton, elsőtiszt
Frederick James Kennedy, főgépész
Lewis John Hills, másodgépész
Sidney Robert Rayner, harmadgépész
A négy vontatóhajó, a ״Blackcock״, a ״Revenger״, a ״Sarah Joliffe״ és a ״T. A. Joliffe״ legénységét a haditengerészet tisztjei és tengerészei adták leszámítva a fent megnevezett személyeket és bár a szolgálatuk nem volt megkövetelve, az általuk mutatott példát a legdicséretreméltóbbnak gondolom.
Megtiszteltetés számomra, 
Uram,
Hogy engedelmes szolgálód lehetek.
H. King-Hall,
Altengernagy
Főparancsnok”

### Looff fregattkapitány jelentése
A következő rész Looff fregattkapitány által tett jelentés egy részének fordítását tartalmazza, ahogy az a német hivatalos történetírás lapjain (Krieg zur See (Raeder) 196–203. o.) megjelent.

„1915. július 6-ának reggeli szürkületekor a folyótorkolatoknál lévő őrhelyekről erős ellenséges erők gyülekezését jelentették telefonon. Összesen 15 hajót számoltak össze, melyek a Kikunya- és a Ssimba-Uranga-torkolatokhoz közeledtek és az azok előtt lerakódott homokpadok felett részben még a sötétség alatt áthaladtak. A »Königsberg« fedélzetén az utolsó előkészületeket is megtették az ütközet megvívásához. Az ellenség számára a belövést megnehezítendő megkurtítattam mindkét árbócot; úgy véltem, hogy ezáltal az ellenség tűzvezetésre tett előkészületeit meg tudom zavarni és a »Königsberg« nehezebben lesz kivehető a mangróvéban. Az ellenfél később a sajtóban „a »Königsberg« parancsnokának zsenialitásaként” tálalta, hogy a hajóját zöld kendők és bokrok felaggatásával csaknem teljesen láthatatlanná tette. Ezzel szemben megállapítandó, hogy egyetlen darab vitorlavászon – ami csak a tűzveszélyt növelte volna –, sem bármiféle bozót a hajót nem díszítette, ami a fedélzetről való kilátást korlátozta volna.
Amint a fényviszonyok lehetővé tették az ellenséges hajók megkülönböztetését, a Kikunya ágba behatoló ellenséges hajók élén két addig még nem látott monitor került észlelésre. A flottalisták segítségével az 1270 tonnás, két-két 15,2 cm-es gyorstüzelő ágyúval és 12 cm-es tarackkal illetve 6 géppuskával felfegyverzett »Mersey« és »Severn« monitorokként lettek beazonosítva, melyeket eredetileg Angliában építettek Brazília számára. A Rufidzsi vizein való alkalmazásra rendkívüli módon alkalmas, nagy harcértékkel bíró járművek meglepetésszerű fellépése nagymértékben javította az ellenfél kilátásait. A monitorok a csekély, mindössze 1,8 méteres merülésüknek köszönhetően a hajózható vizek minden részén képesek voltak olyan mértékben előretörni, hogy a »Königsberg« tűz alá vételére jó kilátások kínálkoztak számukra, miközben őket csak nagyon nehezen lehetett elérni.
A monitorokon kívül a »Weymouth« és »Pyramus« cirkálók valamint négy felfegyverzett bálnavadászhajó hatolt be a folyóra, de ezek a »Königsberg« lőtávolságán kívül maradtak. A »Hyacinth« és a »Pioneer« cirkálók a Ssimba-Uranga torkolathoz közeledtek.
A befutó monitorokat a »Delta« különítmény a röviddel korábban a Kikunya-ágban felállított 6 cm-es csónaklöveggel azonnal tűz alá vette és a tűz viszonzására kényszerítette őket, amivel meghiúsították azon szándékukat, hogy lehetőleg még a sötétségben észrevétlenül hatoljanak be a torkolatba. Mikor a monitorok a »Königsberg« lövegeinek hatótávolságán belülre értek, az tűz alá vette őket még mielőtt azok a tüzüket a rá irányozhatták volna. A tüzet nagyon hamar viszonozták és a »Königsberg« egy reggel 6 óra 30 perctől – kisebb szüneteket leszámítva – délután 3 óráig tartó indirekt lövetése következett a monitorok által. Mivel a robbanások utáni sárga füstfelhők alapján felismerhetően időnként szintén tüzelő »Weymouth« lövedékei a »Königsberg«-et nem érték el, a következő tüzerők álltak egymással szemben: a »Königsberg« öt darab jobb oldali 10,5 cm-es gyorstüzelő ágyúja az egyik oldalon, a négy 15,2 cm-es gyorstüzelő ágyú és a négy 12,5 cm-es tarack a másik oldalon. A monitorok könnyű lövegei valamint a »Hyacinth«, a »Pyramus« és a »Pioneer« lövegei a »Delta« különítmény állásait lőtte, de semmifajta sikert nem értek el.
A monitorok behajózásával egyidőben Mafiáról és a repülőgép-anyahajóról két repülőgép szállt fel, egy szárazföldi- és egy vízi repülőgép. Míg a vízi repülőgép a »Königsberg«-től a tenger felé ide-oda repkedett és már két óra eltelte után motorhiba miatt kényszerleszállást kellett végrehajtania a vízen, addig a szárazföldi repülőgép a tűzharc teljes ideje alatt a szárazföld felé eső oldalon repkedett ide-oda és jelentette rádión a monitoroknak a lövedékek becsapódásának helyzetét. Amint a repülőgép kedvező távolságba és irányba került a »Königsberg«-hez, 10,5 cm-es srapnellel tüzeltek rá, ami a repülőgépet minden alkalommal azonnali irányváltásra késztette.
Az ütközetben részt vevő angol tengerésztisztek későbbi kijelentései szerint a repülők tüzérségi megfigyelése ezen a napon teljes kudarcot vallott, mivel a hajók egységes vezetés hiányában terv nélkül összevissza lődöztek a »Königsberg«-re, ezért a repülők a jelentendő becsapódásokat nem tudták elválasztani egymástól.
A monitorok csak reggel 8 órára tudták belőni maguknak a célpontot és értek el több telitalálatot a »Königsberg«-en, melyek a hajó harcképességét azonban nem csökkentették és csak a felső fedélzet egyes részein okoztak rombolást és csekély emberveszteségeket.
Az első találat a jobb oldalon elől az első lövegnél érte, átütötte a hullámtörőt és a löveg pajzsának csapódva arról lefelé haladt tovább, majd felrobbant két lövegkezelő halálát okozva. E két ember, Helfferich és Appel önkéntes matrózok csak pár héttel korábban érkeztek meg kalandos úton a tengeren át egy nyitott csónakban Portugál Kelet-Afrikából és ezáltal a »Königsberg« első elesettei lettek a háborúban. E gránát darabjai még két fedélzetet ütöttek át és pár embert megsebesítettek a fedélközben, köztük Wenig korvetthadnagyot [Leutnant zur See] súlyosan. A második találat a hajóhíd jobb oldalát [Steuerbordnock der Kommandobrücke] érte és a nagy távolságmérőt a kezelőszemélyzetével együtt harcképtelenné tette. Ezenkívül a repeszei megsebesítették a hídon álló parancsnokot, a navigációs tisztet és egy jelzőőrt [Signalposten]. A harmadik gránát a tiszti étkezdét találta el és rombolta szét, kioltva itt Bantelsmann hajósmester [Bootsmann] életét, akit széttépett; a negyedik a középfedélzeten csapódott be, anélkül, hogy jelentős károkat okozott volna.
A lövedékek beesési szögéből ítélve két 15,2 cm-es gyorstüzelő ágyú- és két 12 cm-es taracklövedék találta el a »Königsberg«-et. A hajó közvetlen közelében a csata során mintegy 800 gránát csapódott be, ezeken kívül sok robbant 2000 méteres távolságon belül a hajóhoz.
Mivel több, egymástól távol eső kisméretű célpontra kellett tüzelnie, melyek ezen felül részben még mozgásban is voltak, a »Königsberg« tűzvezetése egyenlőtlenül nehezebb feladat előtt állt, mint a monitoroké, kiváltképpen azért, mert nem rendelkezett olyan kiváló megfigyelőeszközzel, mint amilyenek a repülőgépek voltak. A tüzérségi megfigyelés sokkal inkább egy a Kikunya-ágtól északra, de attól meglehetősen messze lévő 160 m magas dombon berendezett megfigyelőállásból történt, melyet Schlawe fregatthadnagy [Oberleutnant zur See] vezetett és telefonos kapcsolatban állt a hajóval. A gránáttalálatok miatt a telefonvezetéknél időnként fellépő zavarok a tűzvezetés dolgát még inkább megnehezítették.
A megfigyelőállásból több telitalálat tisztán megfigyelhető volt a monitorokon, melyek következménye a hajótestben bekövetkező erős füstképződésben valamint abban mutatkoztak meg, hogy a monitorok egyike dél körül folyón lenek nagy sebességgel elhagyta a tűzzónát és – látszólag szándékosan – zátonyra lett futtatva. A délutáni ár következtében szabadult le onnan. Az angol jelentések szerint a monitorok az ütközet alatt nagyjából épp akkora emberveszteséget szenvedtek el, mint a »Königsberg«, azaz 4 halottat, 10 súlyos és néhány könnyebb sérültet.
A »Königsberg« stábjának tisztjei közül súlyosan megsebesült Wenig korvetthadnagy [Leutnant zur See] egy gránátrepesz által, mindkét lába megsérült; könnyebben sérült meg a parancsnok, Looff fregattkapitány, a jobb alkarján, Hinrichs sorhajóhadnagy [Kapitänleutnant] a jobb felkarján, Christiansen számvivőtiszt [Oberzahlmeister] az altestén, szintúgy gránátrepeszek által.
Az órákig tartó, döntést nem hozó ütközetben, az óvatos lőszerfelhasználás mellett is az a veszély fenyegetett, hogy a »Königsberg« ellövi az összes munícióját; déltől kezdve ezért csak két löveggel tüzelt. Az angol jelentések alapján az ellenfélnél ez azt a benyomást keltette, hogy a »Königsberg« már július 6-án le lett győzve avagy nincs már lőszere, annak ellenére, hogy az ütközet végén még néhány teljes sortüzet leadott mind az öt ágyújából megmutatván az ellenségnek teljes érintetlenségét, tehát azt, hogy a támadás a célját nem érte el.
Az »Adjutant« a délelőtt folyamán parancsot kapott arra, hogy a Rufidzsi egyik oldalágából támadja meg a monitorokat. A Ssimba-Uranga-ágon való áthaladás közben megfeneklett és onnan közepes távolságból lőtte az ellenfelet.
A »Königsberg« a kilenc órás ütközet után is teljes mértékben tengeri hajózásra alkalmas és harcképes maradt; a blokádoló hajóraj által nagy túlerővel végrehajtott támadását sikeresen elhárította. A monitorok és a többi hajó délután 4 óra körül elhagyta a folyótorkolatokat és Mafia felé vonult vissza; eközben az egyik monitort vontatták a súlyos sérülései miatt. Kihajózáskor a monitorokat a »Delta« különítmény Kikunya-ágban elhelyezett 6 cm-es csónaklövegjei tűz alá vették, amit a hajók minden lövegükből eredménytelenül viszonoztak.
Mivel a támadás folytatásával lehetett számolni, az elesetteket és a súlyos sérülteket még július 6-ika estéjén a Rufidzsin hajózó »Tomondo« folyami gőzössel a neustieteni tábori kórházba szállították.
A július 7-re való éjszaka folyamán nagyobb mennyiségű karabélylőszer, partraszállási felszerelés és tartós ellátmány lett átrakodva a közelben tartózkodó »Hedwig« uszályra, biztonságba helyezendő a további harcok és az általuk okozott tüzek elől.
A blokádoló hajóraj a július 6-ai Rufidzsi-deltában vívott harcok után visszavonult a Mafia-szigethez; a következő napok során csak elvétve mutatkoztak cirkálók vagy őrhajók a torkolatok előtt. A július 9-én és 10-én Mafiánál megtartott lőgyakorlatok jelezték, hogy egy új támadás van készülőben. Erre július 11-én, vasárnap dél körül került sor az angol King-Hall altengernagy személyes vezetésével, aki a »Weymouth« fedélzetén tartózkodott. Az ellenfél a meglepetés erejéről, ami az első támadás során a megfontolásai közé tartozott, július 11-én le kellett mondjon, mivel az árapály a támadásnak csak a dél körüli végrehajtását tette lehetővé. A támadás még nagyobb erők bevetésével történt, mint július 6-án és a két óra hosszú, a »Königsberg« számára veszteségteljes harc meghozta az ellenfél számára a 10 hónapja elérni kívánt eredményt.
Délelőtt 11 óra körül a 21 egységből álló blokádoló raj csoportokra osztva közeledett az északi torkolatokhoz; a felállásuk közel megegyezett az első támadáskorival. A »Severn« és »Mersey« monitorok ismét elsőként futottak be a Kikunya-ágba, nagyobb távolságra követték őket a »Weymouth« és a »Pyramus« cirkálók és három felfegyverzett bálnavadászhajó. Miután a monitorok heves, de eredménytelen tűzharcot követően maguk mögött hagyták a »Delta« különítmény állásait, a július 6-án felvett lőpozíciójukig haladtak előre a folyóágban. A cirkálók ezúttal tovább haladtak felfelé a folyón, melynek során a »Weymouth« átmenetileg elakadt. A monitorokkal közösen délután 12 óra 15 perckor nyitottak tüzet a »Königsberg«-re, a szárazföldi állásokra és a Pemba-hegyen lévő megfigyelőállásra. A »Königsberg« már 12 óra körül, a monitorok lőtávolságán belülre érkezésekor tüzet nyitott.
A cirkálók érkezésével egyidőben július 6-ához hasonlóan két repülőgép jelent meg a delta felett és ezúttal jó eredménnyel vezették a támadók tüzét. A »Hyacinth« és a »Pioneer« a Ssimba-Uranga-torkolatban lőtték a földi állásokat.
Az első ütközettel ellentétben az ellenfél már 10 perc után belőtte a »Königsberg«-et és lövedékekkel árasztotta el. Az időnként csaknem egyszerre hat-nyolc közepes kaliberű lövedék alapján, melyek közül négynek a robbanása sárga füstfelhőt produkált, felismerhető volt, hogy a monitorokon kívül, melyek füstfelhője fekete színű volt, a »Weymouth« is részt vett a lövetésben. Néhány villába fogó sortűz után érték az első találatok a »Königsberg«-et, rendkívüli károkat okozva a felső fedélzeten, főként a hajóorrnál.
Egy órai harc után egy a parancsnoki híd mögé becsapódó 15 cm-es gránát szilánkjai a két elülső löveg kezelőit és a lőszerszállítókat harcképtelenné tették és hátulról a kémlelőnyílásokon át a parancsnoki toronyba bejutva az ott tartózkodókat csaknem kivétel nélkül harcképtelenné tették, a parancsnok súlyosan megsebesült.
A »Königsberg« tüzérsége épp már jó eredményeket ért el a monitorokkal szemben, mikor a két elülső löveg kiesésével és a Pemba-hegyen lévő tüzérségi megfigyelő állással összekötő telefonvezeték meghibásodásával a hatékony tüzelésre való kilátás nagyon megromlott. A hajó és a tüzérség irányítását a hátsó parancsnoki állás vette át, a tüzelést a még harcképes három hátsó löveg folytatta. A taton délután 1 óra 15 perckor pusztító erejű tűz ütött ki, ami a lőszerraktárak elárasztására kényszerített; a lövegek készenléti lőszerének lángra kapása hamarosan a hátsó lövegek kezelői között is súlyos veszteségeket okozott.
Az utolsó a »Königsberg« fedélzetén lévő 10,5 cm-es repeszgránáttal a két ellenséges repülőgép egyike le lett lőve; a monitorok közelében zuhant le és ott azonnal elmerült. Az ezt a lövedéket kilövő lövegkezelők Niemayer és Kohtz fregatthadnagyok [Oberleutnant zur See] és Kaiser tűzoltó [Feuerwerker] voltak; Kohtz fregatthadnagy röviddel ezután megsebesült, Niemayer fregatthadnagy és Kaiser tűzoltó elestek egy őket széttépő gránáttól.
Az összes lövegkezelő elvesztése, a lángokban álló tat, a lőszerraktárak elárasztása és a felső fedélzetet ért pusztítás végül lehetetlenné tették a tűzharc folytatását. Délután 1 óra 40 perc körül a »Königsberg« beszüntette a tüzelést. A súlyosan sebesült parancsnok az elsőtisztnek, Koch sorhajóhadnagynak parancsot adott a hajó robbantás általi elsüllyesztésének előkészítéséhez, hogy az ne kerülhessen ellenséges kézbe. Miközben az összes sebesültet kimentették és leszerelték a závárzatokat, a legénység tagjait csónakokban az 50 méterre lévő folyópartra szállították. A kihajózás teljes nyugalomban zajlott, ellenére a heves gránát- és srapneltűznek. A partra tett legénység mintegy 1000 méterre gyülekezett a hajótól. Az utolsó csónakkal a parancsnokot is a partra vitték, miközben az elsőtiszt és Hägeli torpedógépész a fedélzeten a gyújtózsinórt, mely két torpedó robbanófejéhez vezetett, meggyújtotta, majd kiúsztak a partra. A robbanás délután 2 óra körül következett be, akkor, mikor épp jelentés érkezett arról, hogy az ellenfél tovább nyomul felfelé a folyón. A robbanófejek detonációja a hajó elején a korábban már eldőlt középső kémény magasságában a víz alatt nagy léket ütött. Erre a hajó felvont lobogóval, orrárbóc-lobogóval és parancsnoki zászlóval lassan a jobb oldalára dőlt és lassan a felső fedélzetéig elsüllyedt a Rufidzsiban; a hajó hátsó része teljesen kiégett.
A monitorok 2 óra körül mintegy 5000 métert nyomultak előre a folyón felfelé és ezután a hajóraj parancsnoka, King-Hall altengernagy visszarendelte őket; minden a Rufidzsibe behatoló egység 4 óra körül kihajózott a folyóról, a torkolat elhagyásakor a »Delta« különítmény ismét hevesen lőtte őket.
A Kikunya-torkolatban felállított torpedóüteget – két kenu, melyek között a »Königsberg« egyik torpedója elő volt készítve kilövéshez – és a »Wami« kormányzati gőzössel az ellenség közelébe vinni kívánt másik torpedót a rendkívül heves ellenséges tűz következtében nem lehetett lőpozícióba vinni. A monitorok által július 6-án felvett pozícióban elhelyezett, a »Königsberg« fedélzetén elkészített megfigyelés után működésbe hozható aknát, egy dinamittal töltött petróleumoshordót bár sikerült a monitorok közvetlen közelében felrobbantani, a nem megfelelő anyaga miatt azonban nem okozott kárt az ellenfélnek.
A monitorok 90-100 hm, végül 50 hm távolságból tüzeltek, a »Weymouth« és a »Pyramus« cirkálók mintegy 120-140 hm-ről.
A délután 5 óra 45 perckor beálló napnyugtakor a »Königsberg« repeszek százaitól átlyuggatott lobogóját és a parancsnoki zászlót a hajó közelében maradt legénység tagjai Őfelsége a császár személyére kiáltott háromszoros hurrával vonták le.
Az S. M. S. »Königsberg« teljes legénységének a tartása az ütközet napjai során kiváló volt; általános harci kedv és lelkesedés volt a jellemző, ami főként arra volt visszavezethető, hogy a »Königsberg« hónapokig tartó várakozás és feszültség után összemérhette a pengéjét az ellenséggel. A fűtők és a tisztek egyaránt vetekedtek a kieső lövegkezelők helyére lépni, a halálra ítélt súlyos sebesültek a kötözőhelyre való szállításukkor a Flaggenliedet énekelték. A legénység 10 hónapon át folyamatosan az ellenséget várva élte napjait, éjjel-nappal teljesítve a felőrlő őrszolgálatot együtt a torkolatoknál elhelyezett »Delta« különítménnyel, az ellenség bárminemű vízen avagy levegőben való közeledését visszaverve, egy súlyos járványt átvészelve, nélkülözve minden élvezeti cikket és az egyéb ellátmányozási nehézségekkel élt a trópusi klímában, emellett a lehetőségeinek végső határáig a gyarmatvédelmi csapatokat élőerővel és fegyverekkel támogatta. A hajó rádióberendezéseinek és azok kezelőinek segítségével a szárazföldi rádióállomások számára lehetővé lett téve, hogy Németországgal a naueni nagy rádióállomáson keresztül – a windhuki nagy rádióállomás elpusztítása után is – az összeköttetést csaknem folyamatosan fenntartsák, amit a védnökség területén lévő összes német a leginkább köszönetre méltónak érzett. Csak a »Königsberg« ilyen módon nyújtott segítsége által volt megoldható, hogy hivatalos német hírek jussanak el a háború történéseiről közvetlenül Németországból, ami az ellenség azon törekvését tekintve, hogy a hazug propagandája révén a hírközlést a világ minden részén a saját felfogásának megfelelően befolyásolja, a legnagyobb értékkel bírt a morál fenntartása szempontjából Kelet-Afrikában.
A július 11-ei ütközet során a »Königsberg« akkori 220 fős legénysége a következő veszteségeket szenvedte: 19 fő elesett, közte Niemayer fregatthadnagy [Oberleutnant zur See] és Kaiser tűzoltó, 21 fő súlyosan megsebesült, közte Looff fregattkapitány – fej-, has-, fel- és alkarsérüléseket szerezve –, Kohtz fregatthadnagy – fejsérülést szenvedve – és 24 könnyű sérült. A sebesülteket szárazföldön a neustieteni tábori kórházba szállították, csakúgy az elesettek egy részét. A többi elesettet ideiglenesen a hajó közvetlen közelében temették el, mivel nem állt rendelkezésre megfelelő mennyiségű szállítóeszköz az elszállításukra és pár hónappal később helyezték át őket a neustieteni temetőbe.”

## Fordítás
- Ez a szócikk részben vagy egészben  a   Battle of Rufiji Delta című angol Wikipédia-szócikk ezen változatának fordításán alapul.  Az eredeti cikk szerkesztőit annak laptörténete sorolja fel. Ez a jelzés csupán a megfogalmazás eredetét és a szerzői jogokat jelzi, nem szolgál a cikkben szereplő információk forrásmegjelöléseként.

## Kapcsolódó olvasmányok
- Hoyt, Edwin. The Germans Who Never Lost: The Story of the Konigsberg. New York: Funk & Wagnalls (1968). OCLC 440986
- Looff, Max. Tufani: Sturm über Deutsch-Ostafrika. Berlin: Bernard & Graefe Verlag (1936). OCLC 17207148
- Lochner, R. K.. Kampf im Rufiji-Delta: Das Ende des Kleinen Kreuzers Königsberg: die deutsche Marine und Schutztruppe im Ersten Weltkrieg in Ostafrika. W. Heyne (1987). ISBN 978-3453024205

## Linkek
- Az SMS Königsberg leírása a deutsche-schutzgebiete.de oldalon
- The Königsberg Incident
- Herbert King-Hall altengernagy jelentése (1915. július 12.)
- SMS Königsberg and her River Fortress
- The Rufigi Delta and HMS Pioneer
- Thames tugs – The Rufiji tow – a monitorok Kelet-Afrikába való vontatásának leírása
- Henri Farman HF.27 felderítőgép makettje és rövid története (angolos írással Henry Farman HF-27 Pusher)

A Königsberg elleni hadműveletekben részt vett brit hajók hajónaplói:
- HMS Mersey
- HMS Severn
- HMS Weymouth (tengernagyi zászlóshajó a két utolsó támadás során)